# Sophia Antipolis
 (août 2021).
Pour les articles homonymes, voir Sophia, Antipolis et Sophia Antipolis (film).
Sophia Antipolis est une technopole située dans le département des Alpes-Maritimes, dans le Midi de la France. Elle a été fondée en 1969 comme la premiere technopole d'Europe, sous l'impulsion de Pierre Laffitte, sénateur des Alpes-Maritimes de 1985 à 2008.
En juillet 2019, la technopole regroupe 2 500 entreprises, représentant 38 000 emplois de soixante-quatre nationalités en recherche scientifique de pointe dans le domaine des technologies de l'information et de la communication (TIC), du multimédia (cybersécurité, traveltech, IoT), des sciences de la vie (médecine, biochimie et agronomie), de l'énergie, de la gestion de l'eau, des risques et du développement durable. On y trouve également 5 500 étudiants et 4 500 chercheurs du secteur public.
Outre ses zones d'activités, Sophia Antipolis comporte des zones résidentielles, commerciales, des équipements publics et leurs services (médiathèque, gare routière, centre aquatique, écoles maternelles, collège, lycée, campus, centre œcuménique).
Comptant 9 102 habitants, elle s'étend sur 2 400 hectares, sur les communes d'Antibes, Biot, Mougins, Valbonne et Vallauris, et dispose de l'aéroport international de Nice-Côte d'Azur à une vingtaine de kilomètres de distance.
Deux parcs départementaux la ceinturent : le parc de la Valmasque, d'une superficie de 561 hectares sur les communes de Mougins et Valbonne, et le parc de la Brague d'une superficie de 480 hectares sur les communes de Biot et de Valbonne.

## Origine

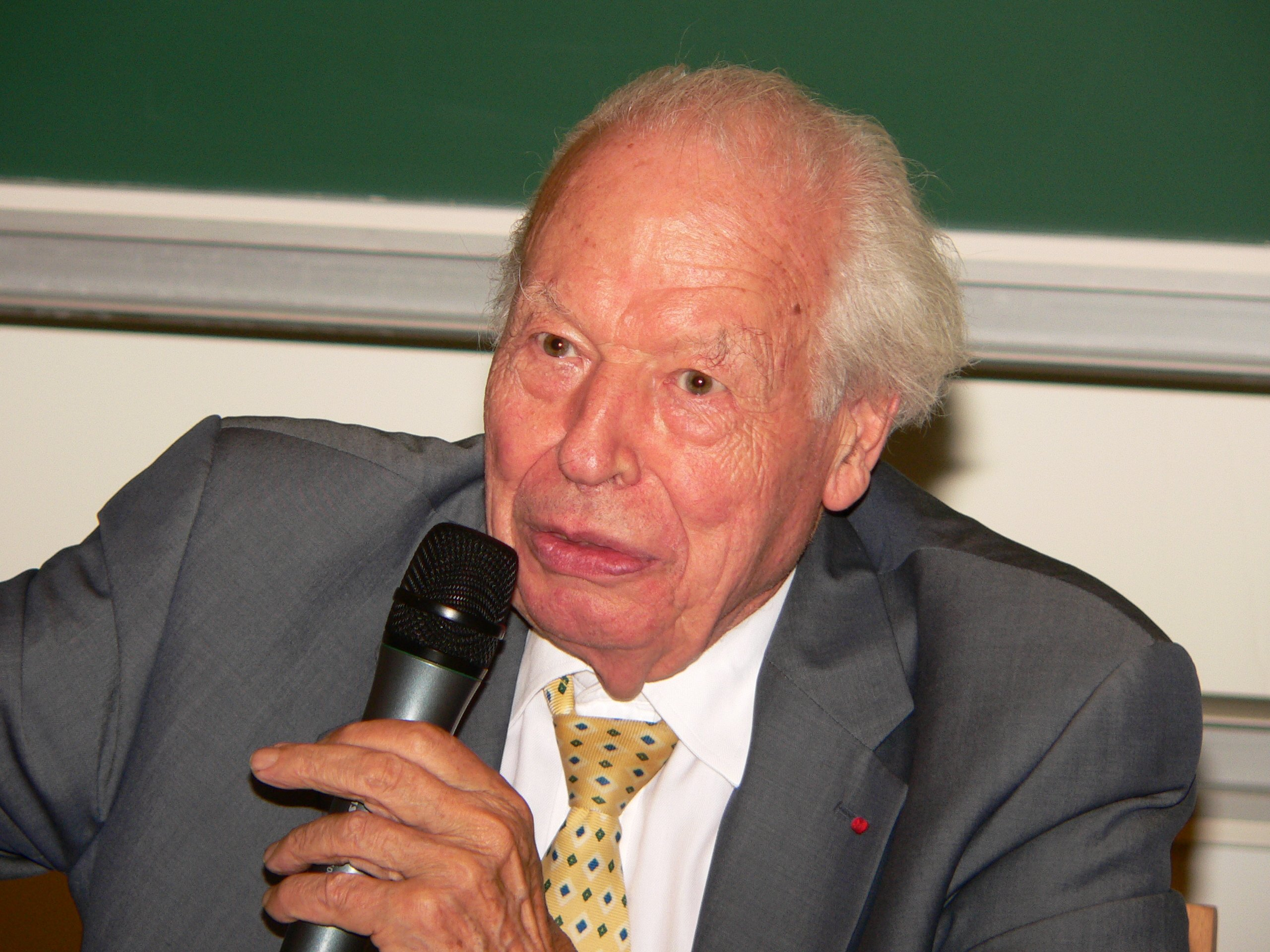
Pierre Laffitte, fondateur de Sophia Antipolis.

Sophia Antipolis a été fondée par Pierre Laffitte.
En 1960, Pierre Laffitte voulait créer un « Quartier Latin aux champs », une « Florence du XXIe siècle » dont la réussite serait fondée sur l'échange professionnel et sur la recherche scientifique, promus par l'échange culturel dans un environnement naturel — la mode était alors au dépeuplement des centres-villes ; idée qu'il résumait en une formule : la « fertilisation croisée » recherche, entreprises et enseignement supérieur.
Ce fut en 1969 que l'idée se concrétisa, au milieu de la garrigue du plateau de Valbonne.
La première pierre a été posée en présence de Pablo Picasso.
Le nom a été imaginé par son fondateur, Pierre Laffitte, alors directeur de l'école des Mines de Paris. Il n'est toutefois déposé qu'en 1985. Son épouse, prénommée Sophie, a inspiré la première partie du nom de la zone et a donné son nom à une place de la zone d'activité, la place Sophie-Laffitte. La seconde partie, Antipolis, est le nom d'Antibes en grec ancien.
En 1969, Sophia Antipolis était une simple zone d'activité ; elle était déjà, à la fin des années 1970, un technopôle. Avec la construction de Garbejaïre et la diversification des activités accueillies, Sophia Antipolis est devenue une technopole.

## Géographie

### Situation
Le centre de Sophia Antipolis (approximativement positionné place Sophie-Lafitte) est distant du centre d'Antibes (approximativement place du Général de Gaulle), qui est au sud-est de la technopole, d'environ 9 km. Le centre de Cannes (approximativement le Palais des festivals sur la Croisette) qui est au sud-ouest de la technopole, est distant d'environ 12 km, tandis que celui de Nice (approximativement place Masséna), au nord-est de la technopole, est environ à 25 km.

### Environnement

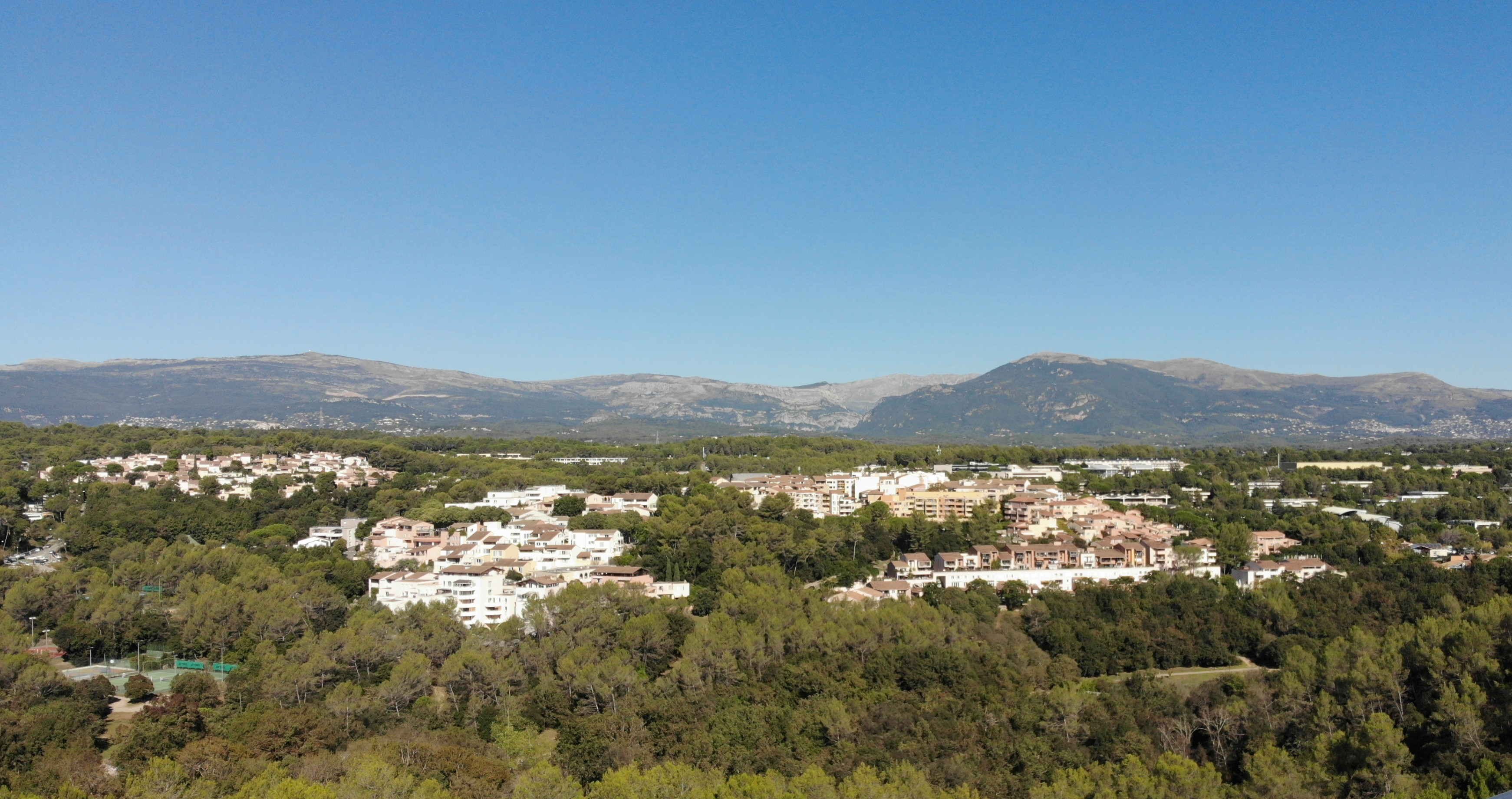
Quartier Garbejaïre, avec les collines des caussols au fond.

Sur les 2 400 hectares de la technopole, 1 200 hectares de forêts, clairières et garrigues sont protégés, conformément au modèle de développement imaginé par Pierre Laffitte. Se plaçant dans cette perspective préservatrice, la Communauté d'agglomération de Sophia Antipolis, a signé une profession de foi en finalisant en 2007 l'élaboration d'une Charte de l'environnement initiée dès sa création en 2002.

#### Relief

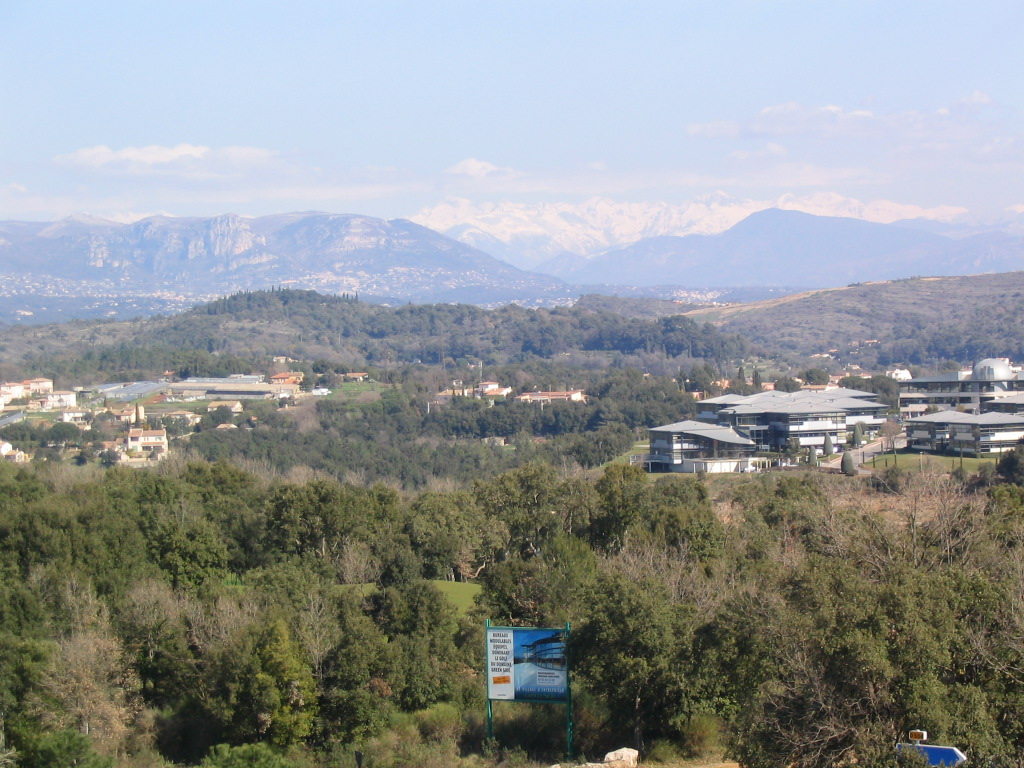
Sophia-Antipolis en 2004.

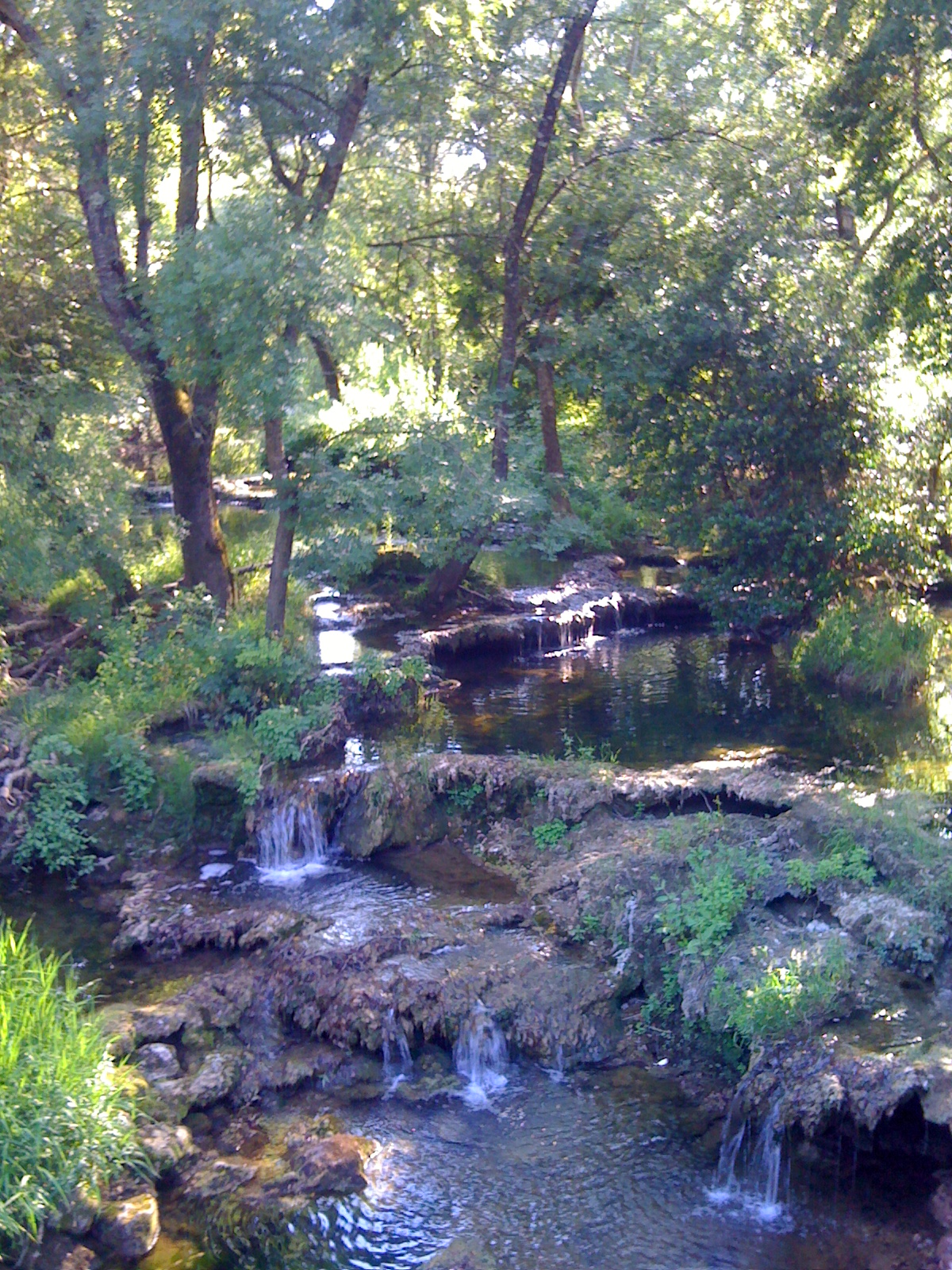
Rivière La Bouillide, Sophia Antipolis, Valbonne, France.

La technopole est située dans un espace essentiellement forestier de type méditerranéen, comportant parfois quelques plantes typiques des paysages azuréens, bordé au sud/sud-ouest par le parc naturel départemental de la Valmasque et à l'est par le parc naturel départemental de la Brague, sur un plateau Jurassique dont l'altitude oscille entre 120 mètres et 170 mètres.
Le sous-sol est composé dans sa partie jurassique moyen de calcaires et de calcaires argileux sur le plateau, tandis que la composition du sous-sol du vallon de la Brague est d'âge jurassique supérieur, de calcaires et marnes[source insuffisante], recouvert d'une couche sédimentaire.

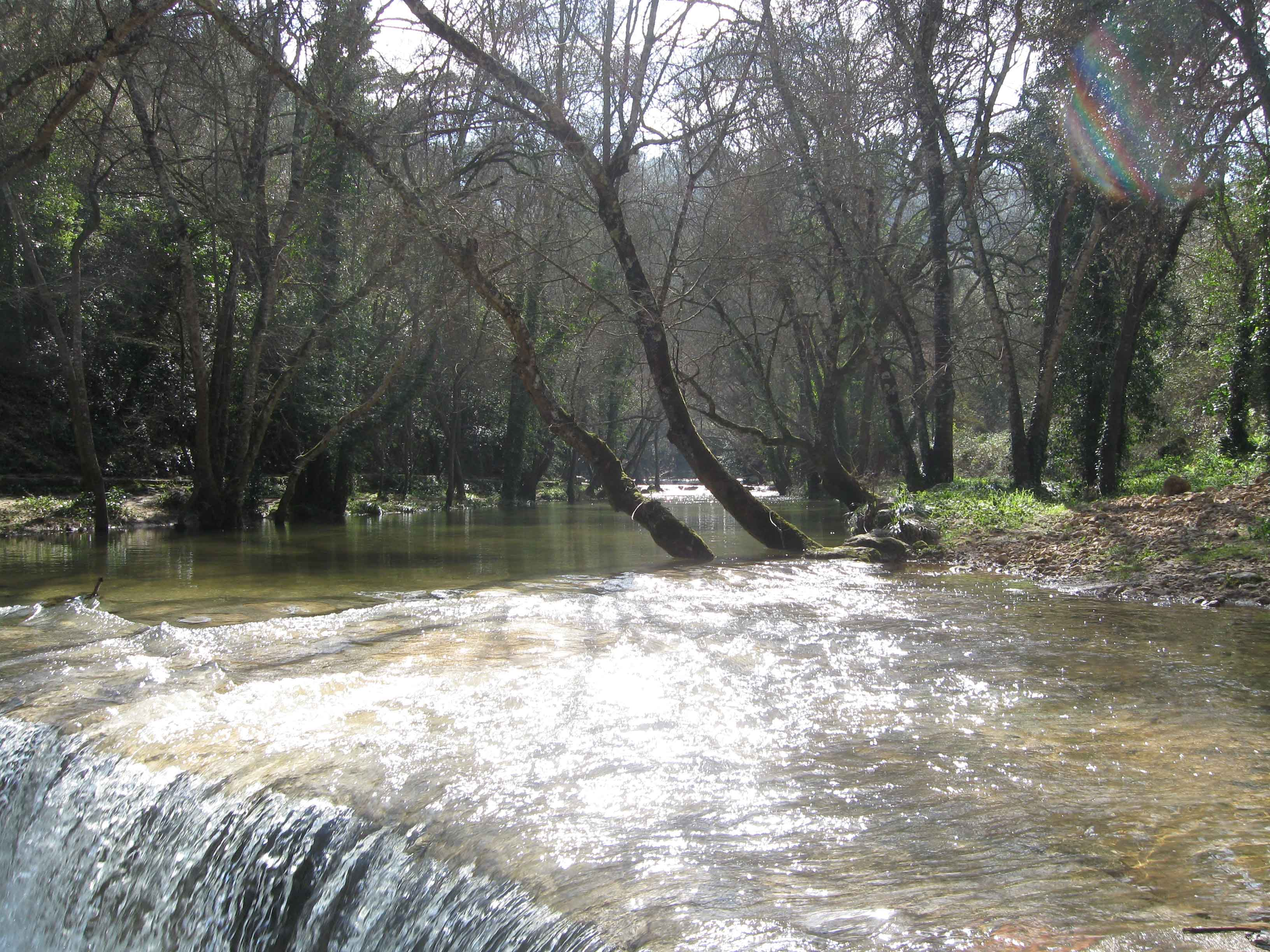
La Brague, la rivière qui traverse Sophia Antipolis.

Ce territoire vallonné, en contrebas du Parc naturel régional des Préalpes d'Azur, est parcouru par trois cours d'eau de faible débit : au sud de la technopole, la rivière Valmasque (qui coule d'ouest en est), affluent d'un petit fleuve côtier, la Brague, qui traverse tout le territoire de la technopole, et coule du nord-ouest au sud-est de ce territoire. Il y a enfin une petite rivière, la Bouillide, qui coule au centre du territoire, du sud-ouest vers le nord-est, et qui est aussi affluent de la Brague. L'embouchure de la Brague est à Antibes.

#### Faune
Située dans un secteur essentiellement forestier, Sophia Antipolis possède une faune variée.
On relève, en ce qui concerne l'avifaune, parmi les oiseaux nicheurs sédentaires, la présence de la chouette hulotte, de la fauvette à tête noire, de la mésange bleue, de la mésange huppée, de la mésange à longue queue, du rougegorge familier, du pinson, du pic vert, du poucou, de la pie, du geai, de la grive et celle assez peu commune du bruant zizi. Parmi les oiseaux estivants, on relève le petit-duc scops, le pouillot de Bonelli, ou encore le rossignol philomèle.
Il y a aussi quelques oiseaux aquatiques le long de la Brague : le canard, la bécasse, et plus bas dans la plaine, le héron, la poule d'eau.
La population des reptiles en zone ouverte de clairière est modeste ; on y rencontre le lézard vert, le lézard des murailles, la coronelle girondine, la tarente de Maurétanie, la couleuvre de Montpellier, l'orvet fragile, le seps tridactyle.
En ce qui concerne les mammifères, ils sont variés en sous-bois : sanglier, écureuil roux, mulot sylvestre, renard roux. On relève la présence de chiroptères : pipistrelle de Kuhl, pipistrelle commune, vespère de Savi, molosse de Cestoni.
Pour les amphibiens, présents le long des rivières, on trouve la rainette méridionale et le crapaud commun.

#### Flore
La flore de Sophia Antipolis est typique de celle d'un sol siliceux ou décalcifié (absence de calcium due à la présence de roches calcaires subissant un phénomène de karstification).
On relève dans les taillis forestiers des pentes et plateaux un peuplement majoritaire de chêne vert (Quercus ilex) et de pin d'Alep (Pinus halepensis) ; on relève aussi la présence du chêne pubescent (Quercus pubescens), du frêne à feuilles étroites (Fraxinus angustifolia), du frêne oxyphylle de Méditerranée (Fraxinus oxyphylla) et du sorbier domestique (Sorbus domestica). Comme toutes les chênaies vertes provençales à sol calcaire, le cortège floristique est classique : lierre (Hedera helix), salsepareille (Smilax aspera), garance voyageuse (Rubia peregrina), arum d'Italie (Arum italicum), gouet à capuchon (Arisarum vulgare), l'asperge à feuilles aiguës (Asparagus acutifolius), le géranium de Robert (Geranium robertianum), le pistachier lentisque (Pistacia lentiscus), la grande coronille ou coronille des jardins (Hippocrepis emerus), l'églantier (Rosa canina).
On note dans les espaces ouverts et très éclaircis certaines espèces héliophiles, rares. Il s'agit essentiellement des Orchidées (protégées), vues dans le Parc Départemental de la Valmasque et le Parc Départemental de la Brague, comme :
- Ophrys bombyliflora Link
- Ophrys bertolonii Moretti
- Ophrys sphégodes Miller
- Orchis fragans Pollini
- Serapias olbia Verguin

Dans les boisements hygrophiles suivant les cours d'eau (vallons de la Valmasque et de la Brague), on relève la présence du chêne pubescent, du frêne à fleurs (Fraxinus ornus), du peuplier noir (Populus nigra), du laurier noble (Laurus nobilis), du tilleul à feuilles plates (Tilia platyphyllos), de l'orme champêtre (Ulmus minor), du noisetier (Corylus avellana), du saule pourpre (Salix purpurea), du troène (Ligustrum vulgare) et de l'églantier (Rosa canina).
On relève des colonies de laîche pendulée (Carex pendula), de l'eupatoire à feuilles de chanvre (Eupatorium cannabinum).
La présence d'argile dans ces vallons créé les conditions d'apparition d'espèces hydrophiles extrêmement rares, comme Thalictrum morisonii subsp. mediterraneeum et Phalaris aquatica.
En zone rocailleuse ou débroussaillée, on relève une garrigue sclérophylle composée sur les sols très décalcifiés de bruyères (arborescente, à balai) et de myrte ; sur sols moins acides, d'oliviers (Olea europaea), de cistes (blanc ou de Montpellier), mais aussi d'immortelle des Maures, de jasmin ligneux, de chèvrefeuille des Baléares, de grands genêts ou d'aubépines. On a aussi relevé la présence de consoude bulbeuse (Symphytum bulbosum) protégée au niveau national.

#### Qualité de l'air
Les émissions de NOx, monoxyde de carbone et autres particules proviennent essentiellement des transports routiers ; l'intense circulation dans et autour de Sophia devra être réduite pour que cette pollution retrouve des niveaux en phase avec l'objectif de développement durable de Sophia Antipolis.
Les émissions de CO2 et SO2 proviennent des activités industrielles de Sophia Antipolis (qui sont des activités propres au sens commun). Elles restent très limitées : sur Valbonne, qui concentre l'essentiel de la superficie de Sophia Antipolis, les émissions en CO2 de l'industrie représentent 56 % des émissions totales de CO2 sur la commune ; les émissions de SO2 de l'industrie représentent 36 % des émissions totales de SO2 sur la commune.

#### Qualité de l'eau

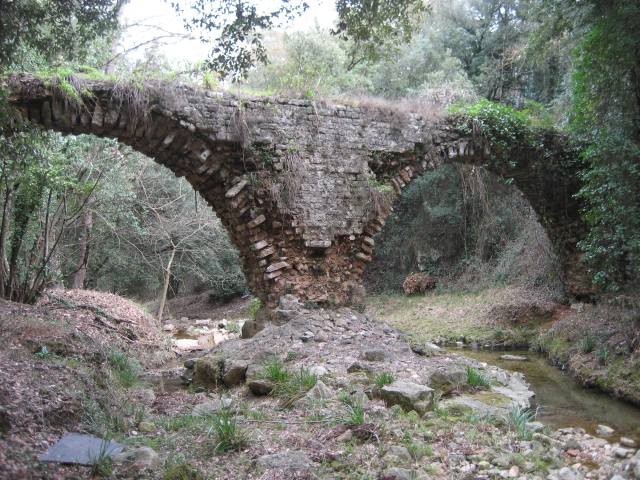
Les eaux de la Valmasque, vestige d'aqueduc romain amenant les eaux de la Bouillide, zone des Trois Moulins, Sophia Antipolis.

La station d'épuration des Bouillides, sur la commune de Biot, qui avait initialement une capacité de traitement pour 26 000 habitants, a fait l'objet de travaux : sa capacité a été portée à 52 000 habitants afin d'avoir des rendements épuratoires satisfaisants.
La station traite les micropolluants, pour lutter contre la prolifération des algues vertes qui déstructurent le milieu aquatique de la Brague, et à traiter certains pesticides. Cette station est gérée par le Syndicat Intercommunal pour l'Extension et la Gestion de la Station d'épuration, qui compte pour membres les villes de Biot, Valbonne et Opio.
Le Syndicat Intercommunal pour l'Amélioration de la Qualité des Eaux de la Brague et de ses Affluents (SIAQUEBA), créé en 1989, compte les communes sophipolitaines d'Antibes, Biot, Valbonne, Vallauris et Mougins, ainsi que les autres communes de Châteauneuf-Grasse (source de la Brague), Grasse, Le Rouret, Mouans Sartoux et Opio.
La Bouillide, d'une longueur de (7 km) et la Valmasque, (8 km), sont les deux principaux affluents. Des connexions souterraines (infiltrations karstiques) entre la Brague et le Loup, un fleuve côtier voisin, ont été établies ; de telles connexions sont aussi suspectées avec le Var. Elles induisent malheureusement des pertes en eaux qui peuvent représenter jusqu'à 65 % de l'impluvium en aval, déjà peu étendu (70 km2).
La qualité des eaux de la Brague est jugée moyenne s'agissant des paramètres nitrates et phosphates, et mauvaise pour son état sanitaire (en 2009) après 5 années de sécheresse. La contamination bactériologique des eaux devrait diminuer, du fait des travaux en cours sur la station d'épuration des Bouillides et de la réhabilitation à venir de celle de Châteauneuf-Grasse et Opio. Reste encore à concrétiser des travaux sur la troisième station (Plascassier, commune de Grasse).

#### Climat
Le climat sur Sophia Antipolis est de type méditerranéen.
- Saisons, climats :
  - Printemps : Le printemps est humide. Les précipitations oscillent autour de 50 mm en avril, mai et diminuent en juin.
  - Été : Quelques pluies sont possibles en juin (30 mm), puis le temps est sec jusqu'à la fin de l'été.
  - Automne : Particulièrement pluvieux avec de fortes pluies, parfois violentes.
  - Hiver : Très humide, avec des pluies oscillant autour de 90 mm de janvier à mars. Des épisodes neigeux peuvent se produire en janvier et février.
- Saisons, Températures :
  - Printemps : les températures sont douces.
  - Été : Température très élevée vers fin juin, où il fait quotidiennement 28 °C à l'ombre et 35 °C ou + au soleil jusqu'à mi-août.
  - Automne : Température douce pendant toute cette saison.
  - Hiver : Température douces en décembre, mais fraîches en janvier et février.

| Mois                                       | Janv. | Fév.  | Mars  | Avr.  | Mai   | Juin  | Juil. | Août  | Sept. | Oct.  | Nov.  | Déc.  | Année  |
| ------------------------------------------ | ----- | ----- | ----- | ----- | ----- | ----- | ----- | ----- | ----- | ----- | ----- | ----- | ------ |
| Températures maximales moyennes (°C)       | 13    | 13    | 15    | 17    | 20    | 24    | 27    | 28    | 25    | 21    | 16    | 14    | 19,4   |
| Températures minimales moyennes (°C)       | 6     | 6     | 8     | 10    | 14    | 17    | 20    | 20    | 17    | 14    | 9     | 6     | 12,3   |
| Températures moyennes (°C)                 | 9,5   | 9,5   | 11,5  | 13,5  | 17    | 20,5  | 23,5  | 24    | 21    | 17,5  | 12,5  | 10    | 15,9   |
| Ensoleillement (h)                         | 147,8 | 148,9 | 203,2 | 252,1 | 234,9 | 280,6 | 310,3 | 355,5 | 319,5 | 247,0 | 201,5 | 145,5 | 2748,1 |
| Moyennes mensuelles de précipitations (mm) | 51,3  | 32,1  | 23,2  | 53,7  | 26,8  | 27,1  | 9,7   | 12,2  | 63,8  | 96,9  | 77,7  | 53,7  | 529,02 |
| Source :Climatologie mensuelle à Valbonne. |       |       |       |       |       |       |       |       |       |       |       |       |        |

### Institutions

#### Originalité institutionnelle
La technopole ne constitue pas une commune à part entière ; elle s'étend non pas sur une mais sur cinq communes. En l'absence de reconnaissance légale, le développement de Sophia Antipolis, mené par une multiplicité d'entités institutionnelles publiques et privées, est assuré par des partenariats public/privé depuis 1969.

#### Historique institutionnel
C'est initialement sous la forme d'un groupement d'intérêt économique privé sans but lucratif, le GIE Sophia Antipolis Valorisation — SAVALOR - créé entre diverses associations, dont l'Association Sophia Antipolis présidée par Pierre Laffitte, qu'est née Sophia Antipolis. Au départ, 120 hectares de terrains sont aménagés et viabilisés.
Pour éviter toute spéculation sur le développement de Sophia Antipolis, l'État créé une zone d'aménagement différé de 2 400 hectares.
À ce GIE s'est substitué en 1972 un syndicat mixte, le syndicat mixte pour l'aménagement du plateau de Valbonne (SYMIVAL) réunissant les collectivités locales concernées (communes, département), pour développer et assurer la gestion de la maîtrise d'ouvrage de Sophia Antipolis au-delà des premiers 120 hectares aménagés par le GIE SAVALOR ; le SYMIVAL achète les terrains (il bénéficie d'un droit de préemption), les aménage (viabilisation) et les cède aux entreprises qui s'installent. Le SYMIVAL a accueilli en 1986 les communes de Villeneuve-Loubet et Roquefort-les-Pins, puis en 1990 les communes d'Opio et de la Colle-sur-Loup. En 1997 le SYMIVAL change de nom pour s'appeler le SYMISA (Syndicat Mixte de Sophia Antipolis).
Il est soutenu par une fondation, la Fondation Sophia Antipolis pour promouvoir le projet auprès des investisseurs et entreprises, et pour assurer l'émulation scientifique, culturelle et humaniste de la technopole.
À partir de 1988, une société d'économie mixte, la Société anonyme d'économie mixte de Sophia Antipolis, est créée pour réaliser l'équipement et la promotion du parc, avec la chambre de commerce et d'industrie de Nice et le Conseil général des Alpes-Maritimes.
Une présentation rétrospective de Sophia Antipolis a été réalisée à l'occasion de ses 40 ans en 2009.

#### Acteurs institutionnels actuels
Le modèle de développement a évolué de facto avec la création de la communauté d'agglomération de Sophia Antipolis et la nécessité de gérer les déchets.
En effet, il faut dorénavant distinguer cinq acteurs principaux :
- la communauté d'agglomération de Sophia Antipolis (CASA) ;
- le Syndicat Mixte de Sophia Antipolis (SYMISA) ;
- la Fondation Sophia Antipolis ;
- le Syndicat Mixte pour la Valorisation des Déchets Ménagers (UNIVALOM) ;
- la Société anonyme d'économie mixte Sophia Antipolis Côte d'Azur (SAEM SACA).

##### La Communauté d'agglomération Sophia Antipolis (CASA)
Regroupant 24 communes depuis le 1er janvier 2012, la CASA est compétente en matière d'urbanisation, de développement économique, culturel et sportif, de transport et d'environnement. Disposant de moyens financiers puissants, la CASA a naturellement un poids institutionnel lourd pour le développement de la technopole. Il faut souligner que la ville de Mougins n'est pas membre de la Communauté d'Agglomération Sophia Antipolis.
La CASA est membre du syndicat mixte UNIVALOM (constitué avec Mougins, Mandelieu, Le Cannet et Théoule-sur-Mer).
En matière de développement économique, aux côtés de la Chambre de Commerce et d'Industrie de Nice Côte d'Azur et de 14 autres partenaires de 9 pays différents, la CASA est partie prenante depuis 2009 au projet européen ERMIS, sélectionné dans le cadre du Programme de Coopération Interrégionale INTERREG IVC, et bénéficiant d'un financement par le Fonds Régional de Développement de l'Union Européenne. Il s'agit d'identifier, échanger et favoriser les transferts de bonnes pratiques européennes pour améliorer les politiques publiques de support à l'innovation, dans une optique de développement durable.

##### Le Syndicat mixte de Sophia Antipolis (SYMISA)
Cette structure est chargée de l'administration, de la gestion financière et du développement du projet sophipolitain ; ainsi, le SYMISA détermine la politique de développement de Sophia Antipolis.
Le SYMISA compte parmi ses membres la CASA, la Ville de Mougins, le Conseil Général, la Chambre de Commerce et d'Industrie et la région PACA.
Le siège du SYMISA, situé à Nice jusqu'en 2011, vient d'être installé au cœur de Sophia Antipolis. Sa présidence, jusqu'à présent assurée par le Conseil Général des Alpes Maritimes, est dorénavant placée sous la férule du président de la CASA.

##### La Fondation Sophia Antipolis
Créée en 1984 par Pierre Laffitte, déclarée d'utilité publique, la Fondation Sophia Antipolis a pour mission l'animation scientifique et culturelle du parc.
Son objectif est de faciliter échanges et réflexions prospectives, au niveau français, européen et international, dans les domaines de la science, de l'industrie et de la culture.
En 2004, la Fondation a le statut de « fondation de recherche abritante », c'est-à-dire qu'elle peut faciliter, pour des équipes de recherche, l'organisation en fondations de recherche abritées et l'apport de financement.
La Fondation s'attache à lancer et confronter des idées en ouvrant de nouveaux champs de réflexion via l'organisation de colloques, de séminaires, de petits-déjeuners à thème.
La Fondation Sophia Antipolis s'est positionnée solidement en Europe sur tout ce qui touche la politique des pôles de compétitivité, l'internationalisation des pôles de compétitivité.
La fondation a eu pour dirigeante Roselyne Koskas, ancienne journaliste à France 2 et au Matin de Paris, de 2004 au 31 décembre 2009.
Le Sénateur Pierre Lafitte, démissionnaire de ses fonctions de Président de la Fondation, est devenu coprésident de la Fondation le 11 janvier 2013 aux côtés de Monsieur Dominique Fache, par ailleurs Président d'Enel Russie. En juin 2014, il retrouve ses fonctions de Président afin d'amorcer la mise en place de nouveaux statuts de la Fondation plus en phase avec les réalités économiques, scientifiques et académiques. Ces nouveaux statuts ont été adoptés par le Conseil d'administration de la Fondation le 20 février 2015 et le dossier est transmis au Conseil d'État qui Les valide. Une nouvelle gouvernance se met en place sous l'impulsion de Jean Pierre Mascarelli, vice-Président de la Communauté d’agglomération de Sophia Antipolis. Pierre Laffitte devient président d'honneur.

##### Le Syndicat mixte pour la valorisation des déchets ménagers (UNIVALOM)
La problématique de la gestion des déchets a justifié la création d'un syndicat, appelé UNIVALOM, présidé par Josette Balden[pertinence contestée]. La principale réalisation[réf. souhaitée] de ce syndicat, grâce au travail entrepris par la CASA[réf. souhaitée] en matière de recyclage des déchets, est de s'être doté d'une usine d'incinération de toute dernière génération, non polluante, à proximité immédiate de Sophia Antipolis, qui est en autosuffisance électrique et revend à EDF les surplus d'électricité. En 2021, le montant de cette revente s'élevait à 4 090 878 euros, en augmentation de 4,9% par rapport à l'année précédente.

Une C.L.I.S. (Commission Locale d'Information et de Surveillance) a été créée à l'initiative des riverains[réf. souhaitée] réunis au sein du CADIS (Comité d'Animation et de Défense des Intérêts des Semboules). Elle assure le suivi des nuisances et de la pollution générée par l'incinérateur d'Antibes.

##### La Société anonyme d'économie mixte Sophia Antipolis Côte d'Azur (SAEM SACA)
Située à Sophia Antipolis, cette société de droit privé compte trois administrateurs : la Chambre de Commerce et d'industrie de Nice Côte d'Azur, le Département des Alpes Maritimes dont le représentant assure la direction de cette société, et la Caisse des Dépôts et Consignations.
Elle a pour activité l'administration d'immeubles et d'autres biens immobiliers. Elle réalise et commercialise les ZAC de Sophia Antipolis.

### Découpage territorial de la technopole

#### Découpage par communes et espaces

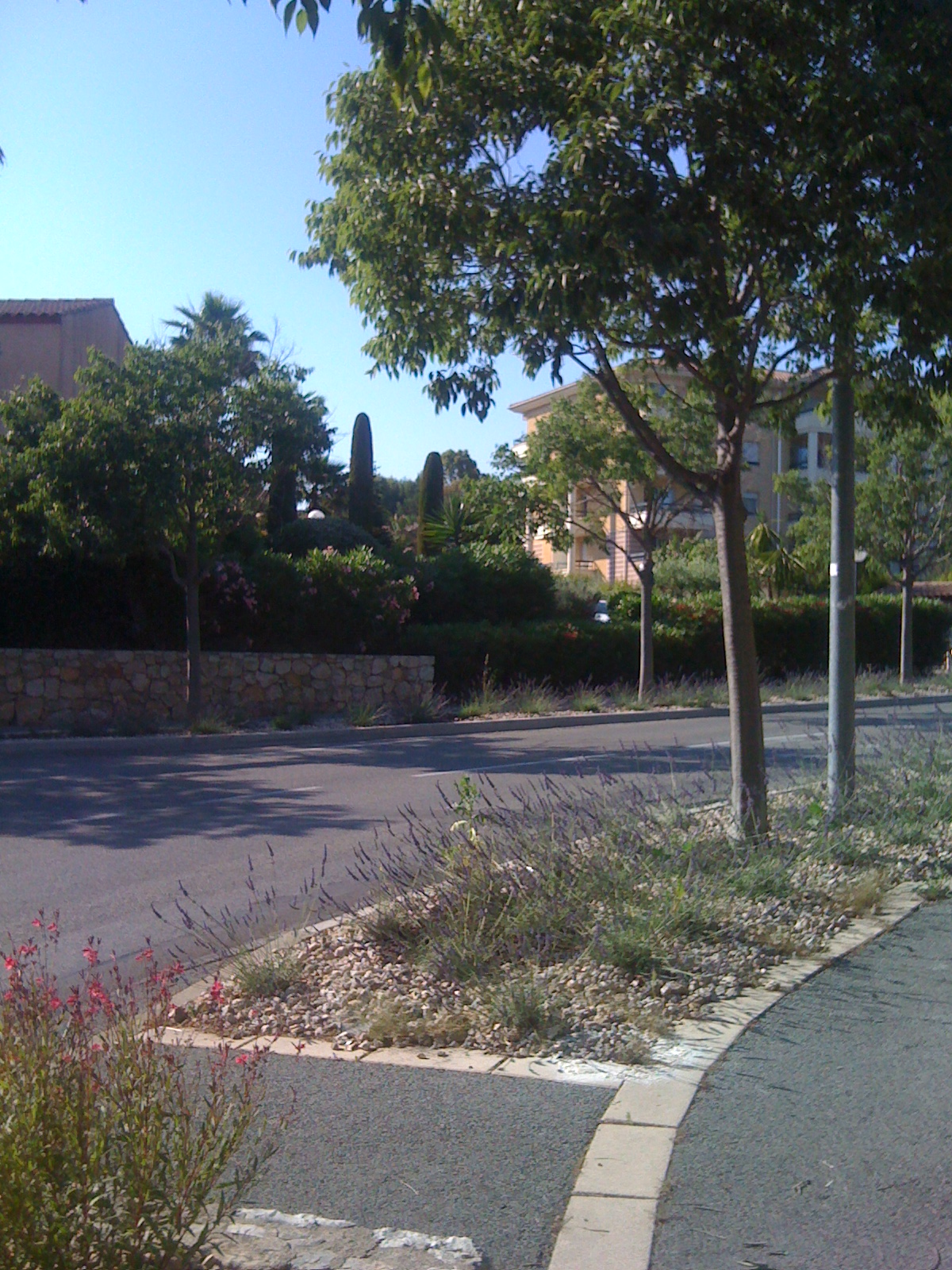
Une rue du nouveau quartier de Saint-Philippe, Sophia Antipolis, Biot.

Le territoire de Sophia Antipolis se situe sur les communes d'Antibes, Valbonne, Biot, Vallauris et Mougins. Ces cinq communes sont situées dans l'arrondissement de Grasse, département des Alpes-Maritimes, région Provence-Alpes-Côte d'Azur.
Le parc de Sophia Antipolis est lui-même divisé en plusieurs espaces :
- Les Lucioles, commune de Valbonne (55 % de la superficie de Sophia Antipolis[29]) ;
- Les Bouillides, commune de Valbonne, qui comprend les quartiers du Haut Sartoux et de Garbejaïre et le parc forestier de la Brague ;
- La Valmasque, commune de Valbonne, qui comprend le parc départemental de la Valmasque ;
- Les Templiers, commune de Biot, qui comprend le quartier de Saint-Philippe, le plus récent ;
- Les Trois Moulins, commune d'Antibes ;
- Saint-Bernard, commune de Vallauris ;
- Font de l'Orme, commune de Mougins (18 % de la superficie de Sophia Antipolis).

Antibes, Valbonne, Biot et Vallauris appartiennent à la communauté d'agglomération de Sophia Antipolis (CASA) et la ville de Mougins compte parmi les communes membres de la Communauté d'agglomération Cannes Pays de Lérins au 1er janvier 2014.
Bien que n'étant pas une commune, Sophia Antipolis possède ses propres code postaux en CEDEX : 06901, 06902, 06903, 06904, 06905, 06906, 06909, 06912, 06913, 06914, 06915, 06921, 06922, 06925, 06928, 06929, 06999.

#### Découpage électoral
- Trois députés sont concernés par le territoire : Éric Pauget (7e circonscription des Alpes-Maritimes), Bernard Brochand (8e circonscription des Alpes-Maritimes), Michèle Tabarot (9e circonscription des Alpes-Maritimes)[31].

Antibes, Valbonne, Biot font partie de la 7e circonscription des Alpes Maritimes. Une partie de la Commune de Vallauris est dorénavant rattachée à la 8e circonscription (Cannes), en l'occurrence la superficie de Sophia s'étendant sur Vallauris. Mougins fait partie de la 9e circonscription.
- Huit Conseillers départementaux sont concernés par le territoire : Eric Duplay et Michèle Salucki (Canton d'Antibes 1, une partie d'Antibes et Vallauris), Sophie Deschaintres et Jacques Bartoletti (Canton d'Antibes 3, une partie d'Antibes et Biot), Françoise Duhalde-Guignard et Patrick Tambay (Canton du Cannet, une partie du Cannet et Mougins), Anne-Marie Dumont et Gérald Lombardo (Canton de Valbonne, une partie d'Antibes et Valbonne)[32].

La zone de Sophia Antipolis dite des « Trois Moulins », est située sur la commune d'Antibes et dans le canton de Valbonne. La partie biotoise de la technopole est dans le canton d'Antibes-3, la partie valbonnaise est dans le canton de Valbonne, la partie vallaurienne dans le canton d'Antibes 1, et la partie mouginoise est dans le canton du Cannet.

#### Découpage judiciaire
- Antibes, Biot, Vallauris, Mougins et Valbonne relèvent du tribunal de grande instance de Grasse ;
- Antibes, Biot et Vallauris relèvent du tribunal d'instance d'Antibes ;
- Valbonne relève du tribunal d'instance de Grasse ; Mougins relève de celui de Cannes ;
- Antibes, Biot, Vallauris et Valbonne relèvent du conseil de prud'hommes de Grasse ; Mougins est du ressort de celui de Cannes ;
- Antibes, Biot, Vallauris relèvent du ressort du tribunal de commerce d'Antibes, Mougins de celui de Cannes et Valbonne de celui de Grasse.

### Population
À l'image de la situation institutionnelle, Sophia Antipolis est un melting pot, mêlant des populations de toutes origines et de toutes catégories sociales.
La technopole abrite plusieurs quartiers densément habités sur son territoire : le Haut-Sartoux et Garbejaïre qui en 2008 comptent 4 310 habitants sur la commune de Valbonne, Saint-Philippe et l'Eganaude à Biot, qui comptent 3 396 habitants, et Saint-Bernard à Vallauris, qui compte 1 396 habitants.
Au total, la technopole compte 9 102 habitants.
Le gentilé « sophipolitain » s'applique moins aux habitants qu'aux entreprises (sophipolitaines). Les habitants se définissent plus volontiers comme biotois ou valbonnais.
La population travaillant à Sophia Antipolis présente trois principales caractéristiques :
- Elle compte des dizaines de nationalités différentes ; la scolarisation des enfants est adaptée à cette structuration (Mougins School, Collège International de Valbonne, école bilingue Montessori à Biot), tout comme l'offre culturelle (Médiathèque communautaire de Sophia Antipolis[34] spécialisée en œuvres de langues étrangères) voire cultuelle (centre de vie œcuménique, partagé par les Protestants, anglicans de France et Catholiques).
- Elle est particulièrement diplômée. Plus de 55 % des emplois de Sophia Antipolis sont des emplois de cadres.
- Les revenus par habitant sont très élevés.

Sophia Antipolis dispose d'une association AVF (Accueil des Villes Françaises) depuis 1981.
Aucune donnée n'étant disponible pour le secteur de la technopole, seules les données communales sont utilisables.
| Antibes                | 76 994    | 30,4 % | 30,7 % | 20 082 | 24 600 | 72,3 % | 63,5 % | 33 693  | 64,9 % | 5,7 %  |
| Vallauris              | 29 111    | 32,5 % | 29,6 % | 17 388 | 22 564 | 70,3 % | 59,4 % | 9 352   | 59,9 % | 4,7 %  |
| Mougins                | 19 703    | 34,7 % | 22,1 % | 23 855 | 33 436 | 75,3 % | 68,8 % | 9 048   | 77,8 % | 7,5 %  |
| Valbonne               | 12 500    | 42,9 % | 12,2 % | 23 166 | 31 862 | 72,5 % | 66,6 % | 13 144  | 83,9 % | 16,0 % |
| Biot                   | 9 160     | 37,3 % | 18,0 % | 24 991 | 39 437 | 72,5 % | 66,8 % | 4 544   | 79,2 % | 4,8 %  |
| Alpes-Maritimes        | 1 084 428 | 32,8 % | 27,6 % | 19 201 | 24 340 | 71,6 % | 63,8 % | 417 367 | 69,0 % | 8,3 %  |
| Source :données INSEE. |           |        |        |        |        |        |        |         |        |        |

## Développement urbain

### Histoire du développement urbain
En 1971 la DATAR a nommé Gérald Hanning urbaniste consultant pour définir le potentiel du Plâteau de Valbonne et la mise au point du projet du complexe industriel et scientifique de Sophia Antipolis, technopole française.

#### Valbonne -Sophia-Antipolis: La naissance d'un complexe international
Sur l'idée de Pierre Laffitte, visionnaire, l'étude de faisabilité a été confiée au Cabinet ARCHI, aux architectes Yves Bayard et Henri Vidal, au sein du groupe G.C.R. Industrie. Ils ont été chargés de l'urbanisme du plateau de Valbonne Sophia-Antipolis. Dès 1971, l'extension de la première implantation s'est développée sur 2 500 ha.
La faisabilité du plateau de Valbonne concernait un ensemble d'activités tertiaires et d'habitat à implanter dans un site de collines couvrant 500 ha. L'étude a permis d'établir un plan d'aménagement général selon lequel se déroule aujourd'hui le développement de la zone. Ce plan exploite le caractère pittoresque de la Vallée des Bouillides, aménagée en parc de loisirs et d'espaces verts réservés aux promenades, tandis que sur les collines avoisinantes, redécoupées par des vallons secondaires, sont affectées aux différentes occupations.
La zone d'habitation des 2 500 logements a fait l'objet d'un modèle urbain. L'étude de ce modèle soulignait d'un côté l'opportunité de construire un noyau minéral franchement apparent, sorte de signal témoignant de la présence humaine dans cet environnement de collines pratiquement désert où le regard souvent est arrêté par le relief. En revanche et afin d'éviter le mitage et la dégradation du site, le modèle proposait de dissimuler l'excédent d'habitations sous une forme d'Habitat Paysage. C'était un modèle.

### Problématique d'implantation
Cette section ne s'appuie pas, ou pas assez, sur des sources secondaires ou tertiaires indépendantes du sujet. Le texte peut contenir des analyses inexactes ou inédites de sources primaires.
Pour l'améliorer, ajoutez-en, ou placez des modèles {{Source secondaire souhaitée}} ou {{Source secondaire nécessaire}} sur les passages mal sourcés. (août 2021)
- Si vous ne connaissez pas le sujet, laissez ce bandeau (vous pouvez alors contacter les auteurs).
- Si vous supprimez le contenu mis en cause (vous pouvez préalablement contacter les auteurs),

argumentez précisément cette suppression dans la page de discussion
(un manque de référence n'est pas un argument ; une recherche réelle de référence doit avoir été effectuée, être formellement documentée).
Il fallait choisir un espace peu onéreux, suffisamment vaste, bien desservi et à proximité d'une agglomération attractive.
À propos de l'implantation de Sophia, il est noté dans une plaquette de présentation de 1972 : « Qualité de l'environnement, lieux attirants, joie de vivre s'associent dans notre esprit aux rives de la Méditerranée, ce berceau de la civilisation occidentale, avec ses plaines, ses cités, ses collines à la mesure de l'homme, qu'il s'agisse de l'Attique, du Latium, de la Toscane ou de la Provence. Les géologues nous expliquent que c'est là un effet de l'orogenèse d'âge alpin, effet qui se retrouve dans une autre région attrayante pour les innovateurs qu'est la Californie ».
Entre autres choix méditerranéens, l'emplacement du plateau de Valbonne est propice au développement économique du projet porté par le sénateur Lafitte.
En 1969, les terrains constructibles proches du bord de mer, déjà fortement urbanisé, étaient déjà rares - et donc hors de prix.
Le plateau de Valbonne, vierge de toute construction, situé à la proximité immédiate de l'échangeur d'Antibes sur la toute nouvelle autoroute Escota, était idéalement placé. En effet, les tronçons Puget-sur-Argens/Mandelieu-la-Napoule puis Mandelieu-la-Napoule/Villeneuve-Loubet ont été ouverts en 1961, respectivement le 1er mars et le 1er juillet[réf. nécessaire]. Le plateau est ainsi à quelques minutes de l'aéroport de Nice, même s'il faut encore parcourir la Nationale 7 de Villeneuve-Loubet à l'aéroport. Ce dernier, doté d'une nouvelle aérogare inaugurée en 1957, venait d'être agrandi en 1967 et en 1969 pour faire face à l'augmentation du trafic passagers.
De surcroît, Valbonne se situe au cœur de la conurbation Antibes-Cannes-Grasse, propre à faciliter l'accueil de nouveaux salariés.

#### Les pères fondateurs
L'amitié entre Pierre Laffitte et Pierre Merli, maire d'Antibes à partir de 1971 (et sénateur du 28 septembre 1980 au 24 juin 1988), qui politiquement se sont rapprochés au sein du Parti radical valoisien, auquel appartient aussi l'actuel maire d'Antibes Jean Leonetti, permettra l'émergence d'un projet très ambitieux.

#### Les règles d'aménagement initiales
Le SYMIVAL a conçu des règles strictes d’aménagement (on ne parle pas encore du développement durable) protégeant un environnement de qualité.
Les terrains, 4 000 hectares de pinède sont acquis dans les terres (la côte elle-même étant hors de prix).
La viabilisation (routes, électricité, gaz, eau courante), est réalisée selon une règle précise : deux tiers d'espaces verts et d'habitation pour un tiers de zones d'activités, des espaces de loisirs, tennis, golf, hôtels et des zones résidentielles.
Le financement de la zone, avec pour but de créer une synergie entre chercheurs et industriels, est, pour l’essentiel, obtenu à plus de 80 % par la revente des territoires équipés.
Le centre de recherches IBM de la Gaude, ou celui de Texas Instruments de Villeneuve-Loubet ayant les mêmes préoccupations de modernité se rapprochent de l’ensemble des entreprises venant s’installer dans diverses structures mises en place par le GIE SAVALOR.

#### Les règles d'aménagement actuelles: Le SCOT de la CASA

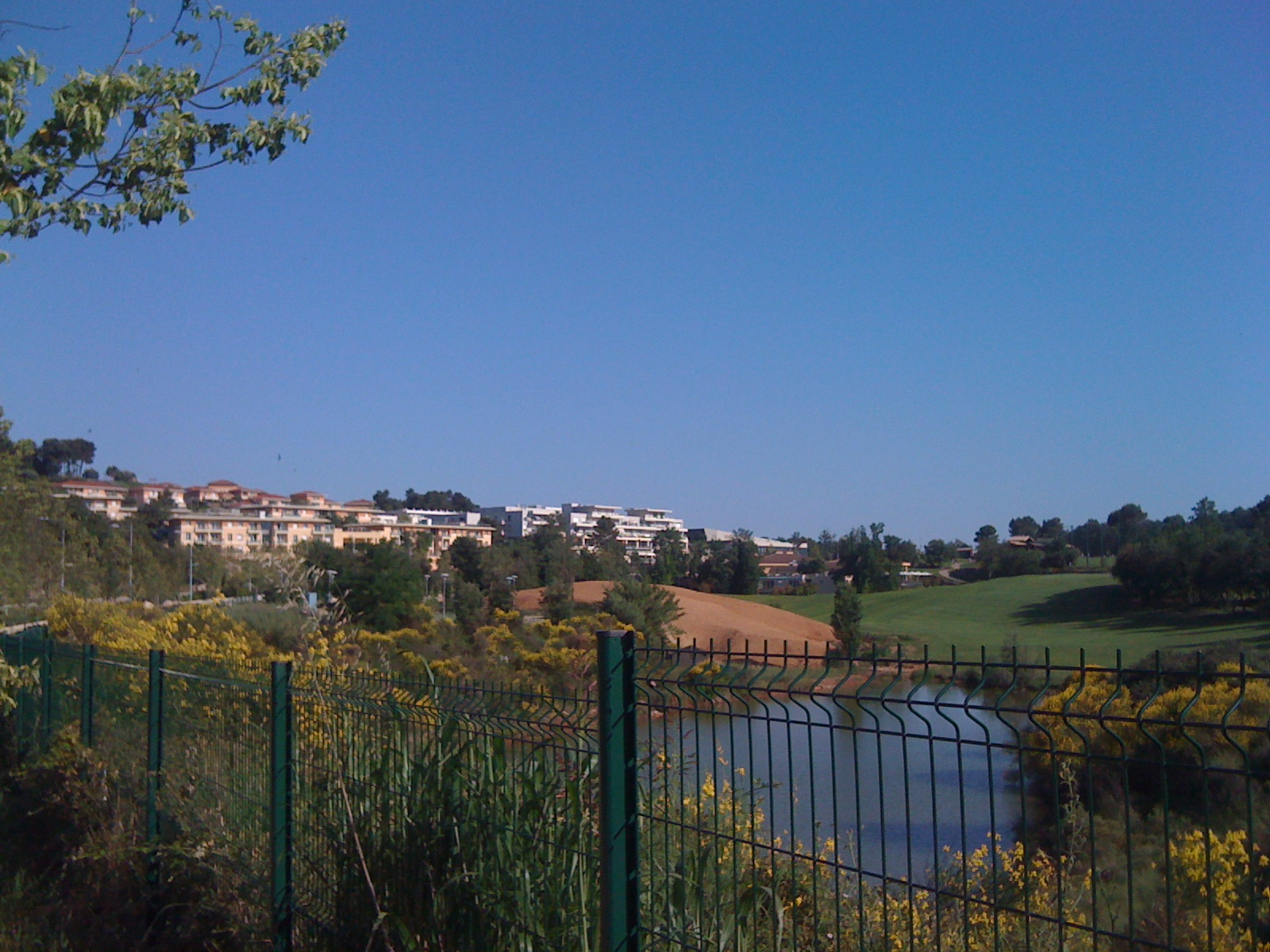
Vue de Saint Philippe et du Golf, Sophia Antipolis, Biot, France.

Le schéma de cohérence territoriale (SCOT) de la communauté d'agglomération de Sophia Antipolis, approuvé le 5 mai 2008 définit les grandes lignes du développement urbain de Sophia Antipolis pour les années à venir.
La nouvelle structuration urbaine appréhende de nouvelles zones d'activités (Fugueiret, Cistes, Clausonnes...), le développement de centres d'attraction parmi les périmètres d'habitat (Garbejaïre, Haut-Sartoux, Saint-Philippe), le développement des transports collectifs (création d'une ligne de transport en commun en site propre reliant la gare d'Antibes à Sophia Antipolis, création d'une gare routière) et alternatifs (création d'un réseau de pistes cyclables, développement du covoiturage) et le développement d'équipements structurants (centre aquatique et médiathèque à proximité de Garbejaïre, Centre événementiel à Saint-Philippe).
À l'échelle du seul parc d'activité, un exemple de développement de centralités devrait voir le jour autour de la Place Sophie Laffitte, par de la réalisation du campus de SKEMA Business School, illustrant la volonté de mettre l’accent sur le développement de l’offre de logement pour étudiants.
Après 40 ans de développement, la superficie bâtie a atteint 1 450 000 m2 et la réserve foncière est encore de plus de 700 000 m2.

### Les équipements publics et privés structurants actuels
Sophia Antipolis compte plusieurs équipements publics :

#### Autorités nationales et municipales
- Gendarmerie dans la zone de Font de l'Orme (Mougins) ;
- Antenne de Justice (Garbejaïre) ;
- Mairies annexes de Valbonne (Garbejaïre) et de Biot (Saint-Philippe) ;
- Polices Municipales de Valbonne (Garbejaïre) et de Biot (Saint-Philippe).

#### Équipements sportifs
- à Valbonne :

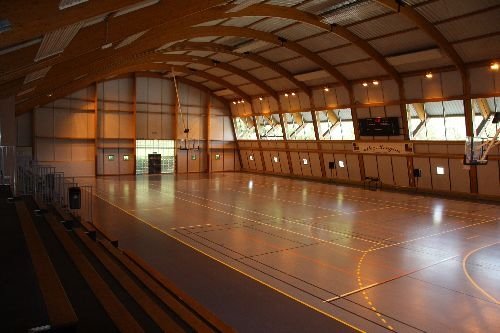
Salle du Font de l'Orme, Mougins.

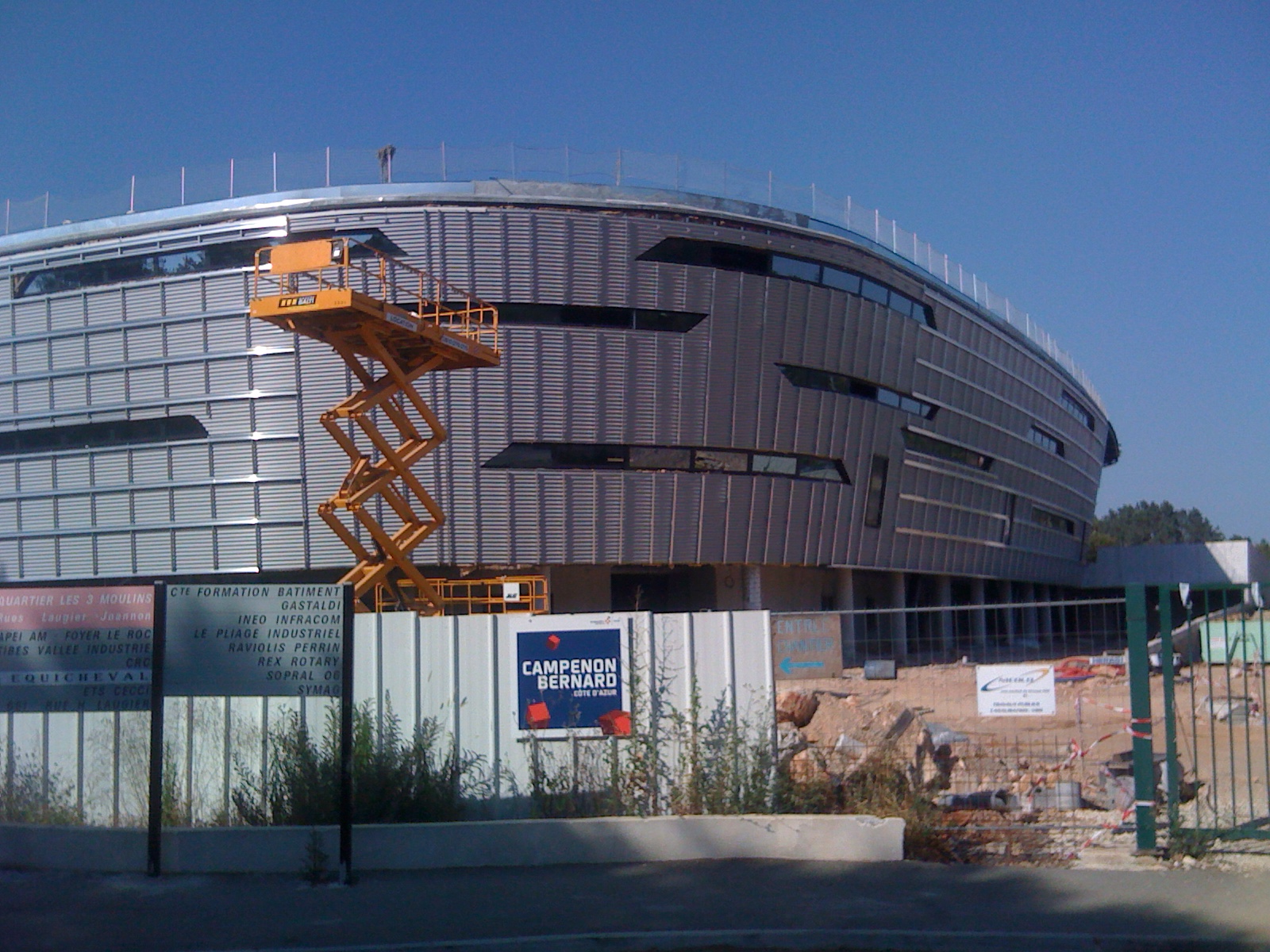
Azur Arena Antibes lors de sa construction.

dojo, centre aquatique, mur d'escalade (Garbejaïre), piste d'athlétisme, stade, gymnase, tennis, volley et beach volley, basket ball ;
- à Biot :

dojo, poney club, golf, plateau d'évolution Saint-Philippe, le Tennis Sophia Country Club ;
- à Antibes :

tennis, tir, Azur Arena Antibes (pour le basket ball, capacité de 5 300 spectateurs avec dojo) ;
- à Mougins : salle du Font de l'Orme.

#### Équipements culturels

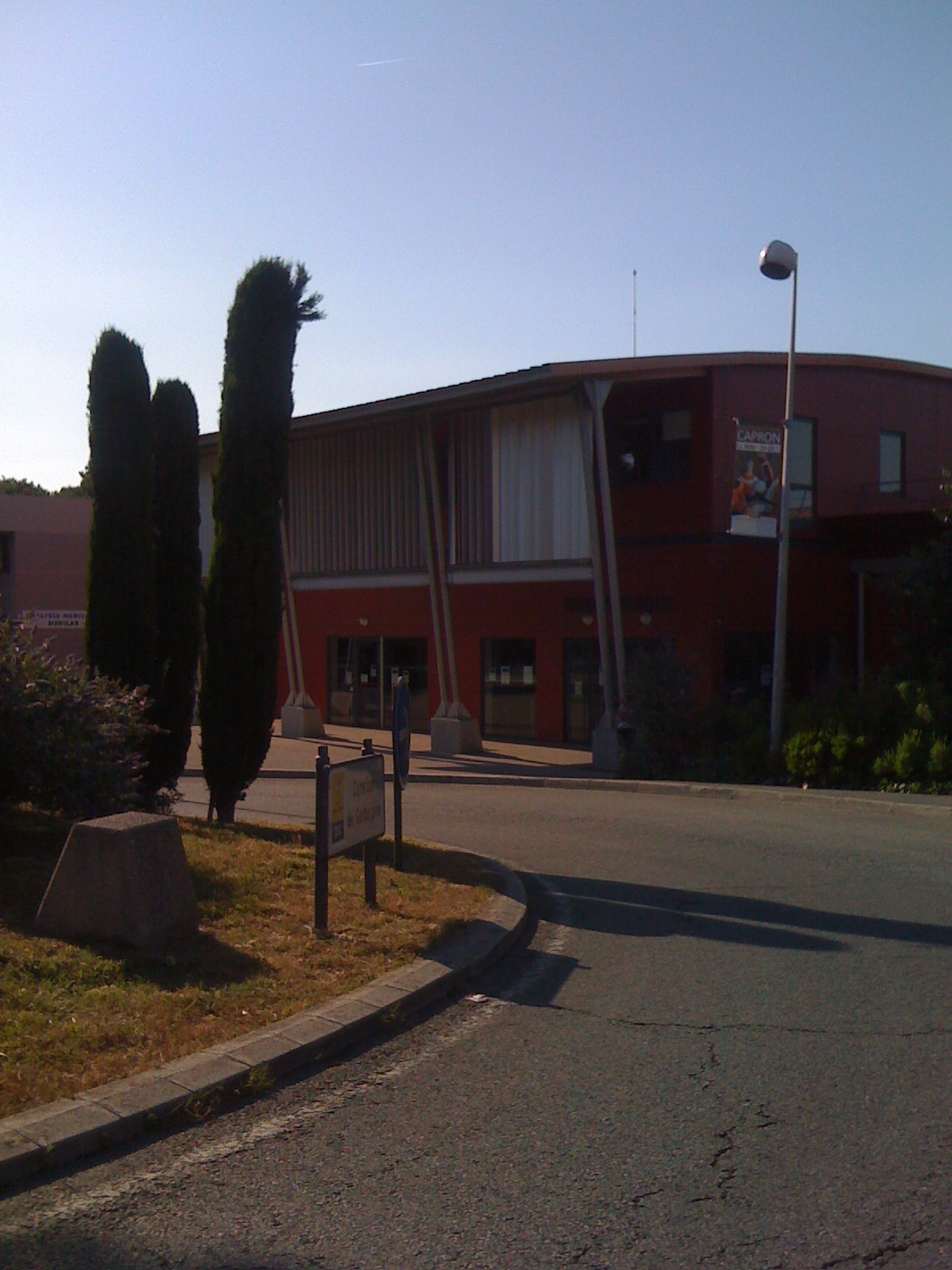
Médiathèque Communautaire, spécialisée dans les œuvres de langues étrangères.

- Conservatoire de Valbonne Sophia Antipolis (Garbejaïre) qui est un conservatoire à rayonnement communal et intercommunal[42], médiathèque communautaire (Garbejaïre), bibliothèque municipale (Saint-Philippe), future salle événementielle polyvalente de Saint-Philippe.

#### Autres infrastructures
- Assainissement Collectif :
  - Station d'épuration des eaux Les « Bouillides » sur la partie sophipolitaine de Biot, qui traite une part mineure des effluents de Biot (la partie sophipolitaine de Biot), et une part majeure des eaux de Valbonne, Mougins, et Opio.
  - Plus cocasse, les ruines d'un aqueduc romain classé monument historique subsistent à proximité de la zone des Trois Moulins (l'aqueduc dit des Bouillides ou des Clausonnes) qui amenait dans l'antique Antipolis (Antibes) l'eau de la petite rivière Bouillide, via un parcours tortueux, passant par les Clausonnes (commune de Valbonne) et Vallauris.
- Traitement des déchets :
  - Déchèterie des Trois Moulins (Antibes).
  - Centre technique Envinet (réseau urbain de ramassage des ordures de la CASA) dans la zone de Saint-Bernard (Vallauris).
- Transports collectifs urbains :
  - Gare routière, Haut Sartoux (Valbonne).
- Plateaux techniques médicaux :
  - Centre Arnault Tzanck, site de Font de l'Orme
- Équipements cultuels :
  - Centre œcuménique (qui est le seul immeuble de Sophia Antipolis à bénéficier du label « Patrimoine du XXe » siecle institué par le ministère de la Culture ; la région PACA compte environ 300 immeubles labellisés. Le centre figure parmi les 34 immeubles les plus remarquables de PACA construits au XXe siècle)[43], église Saint-Paul-des-Nations, centre pastoral Paul VI, Garbejaïre, Valbonne.

### Les Déplacements
Les transports en commun constituent l'un des points faibles de Sophia Antipolis, ce qui explique ses embouteillages chroniques, pour y remédier un Bus à Haut Niveau de Service (BHNS) est en projet (Bus-Tram Antibes-Sophia) sa mise en service est prévue vers 2020.

#### Desserte routière et autoroutière
Le « quartier latin aux champs » ne pouvait être accessible qu'en voiture du fait du lieu d'implantation, par définition en dehors de toute agglomération ; personne, en 1970, ne s'en est plaint, tant la mode était au « tout automobile ».
La principale voie rapide d'accès est l'autoroute (A8), desservant par le sud Sophia Antipolis par la sortie 44. La place Sophie Lafitte est distante de 4 km de la sortie d'autoroute.
Les deux demi-échangeurs d'Antibes étant soumis à péage, créant des bouchons considérables sur l'autoroute et sur toutes les routes départementales qui les desservaient, des travaux de grande ampleur ont été engagés :
- la grande barrière de péage d'Antibes construite à l'origine a été détruite, remplacée par deux grandes barrières dont une in situ (celle pour la direction de Nice), et une autre plus loin sur la commune de Vallauris (en direction de Cannes).
- le demi-échangeur d'Antibes gérant à l'origine les flux entrant et sortant de la direction de Nice a été affecté au seul flux entrant en direction de Nice.
- Un nouveau péage a été construit pour le flux sortant venant de Nice.
- le demi-échangeur d'Antibes pour les flux entrant et sortant de la direction de Cannes a été affecté au seul flux sortant venant de la direction de Cannes.
- Le flux entrant en direction de Cannes est géré par la grande barrière en direction de Cannes
- Un nouveau péage spécialement ouvert du lundi au vendredi pour gérer les flux venant de Sophia Antipolis par la route du Parc entrant sur l'autoroute en Direction de Nice a été construit, afin d'éviter le giratoire du demi-échangeur d'Antibes en direction de Nice ;
- Un pont a été construit sur le giratoire du demi-échangeur d'Antibes en direction de Nice, souvent saturé, pour fluidifier la circulation ;
- La route des Chappes a été construite pour desservir Sophia Antipolis sans passer par le giratoire du demi échangeur d'Antibes en direction de Nice ;
- Un giratoire sur pont a été créé pour le demi-échangeur d'Antibes en Direction de Cannes.

Malgré cela, la situation du trafic est critique.
La route principale existant à l'origine (D103) a été renforcée par le Conseil général des Alpes-Maritimes (devenant une route à deux fois deux voies, chaussées séparées) et a servi de colonne vertébrale au développement routier de la technopole.
De nombreuses routes sophipolitaines relèvent de la voirie départementales : la route du Parc (D103), la route des dolines (D98), la route des Macarons (D604), la route des crêtes (D198), la route des Lucioles et des Colles (D504), et de nouvelles voies d'importance ont dû être créées, notamment la route des Chappes (D535). Le Conseil général a ainsi très largement contribué au développement de Sophia.
Reste qu'aujourd'hui le trafic a atteint un niveau de saturation préoccupant.

#### Desserte aérienne
Sophia Antipolis dispose d'une des quatre hélistations des Alpes-Maritimes (Antibes-Port Vauban, Isola 2000, Sophia Antipolis, Cannes Laubœuf), située chemin de la Roberte dans la zone des Bouillides sur la partie sophipolitaine de Valbonne. Cette hélistation est à 3 km de la place Sophie Lafitte.
Le cœur de Sophia Antipolis est à 20 km de l'aéroport international de Nice-Côte d'Azur et à 19 km de l'aéroport de Cannes - Mandelieu (aviation d'affaires).

#### Transports en commun urbains

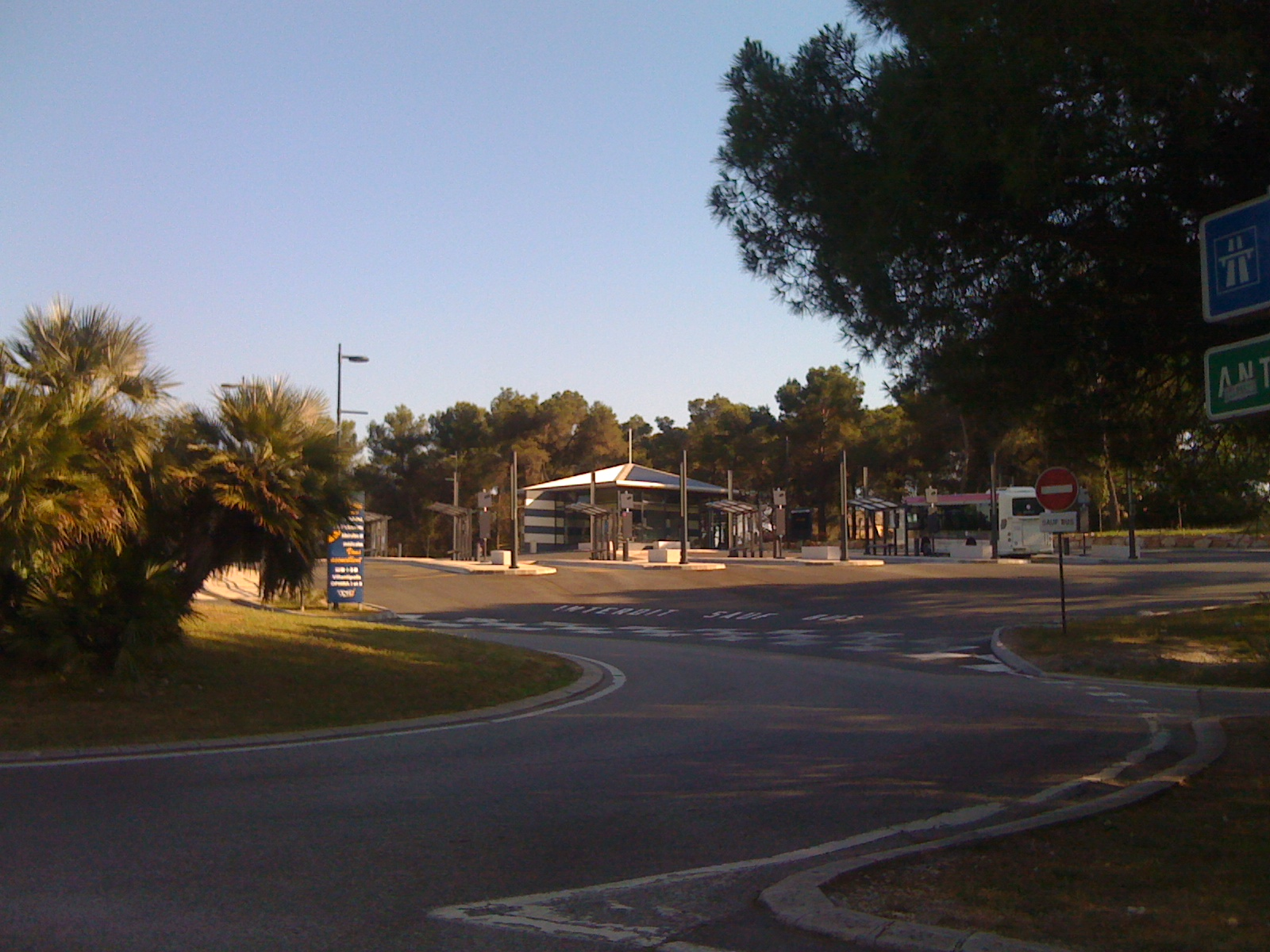
Gare routière de Sophia Antipolis.

Le développement d'une politique de transports en commun urbains efficace est une gageure en raison de la topographie des lieux, du caractère diffus des entreprises au sein de la technopole, des horaires parfois très tardifs des salariés, et des lieux de résidence souvent éloignés des salariés : beaucoup habitent la Métropole de Nice.
Des transports en commun urbains (autobus) ont été mis en place sur Sophia Antipolis :
- Initialement la desserte était assurée par le réseau STGA, auquel a été substitué le réseau Envibus de la Communauté d'Agglomération de Sophia Antipolis, sur 4 des 5 communes sur lesquelles s'étend Sophia. La CASA souhaite renforcer la desserte ENVIBUS en créant une ligne de TCSP (Transport en commun en site propre) sur lequel circulerait un BHNS (Bus à haut niveau de service) : c'est le projet du Bus-Tram, prévoyant de relier la Gare ferroviaire d'Antibes à Sophia Antipolis[44], étant précisé que la gare ferroviaire d'Antibes est à 9 km de la Place Sophie Lafitte. Le Directeur Régional de l'Environnement, de l'Aménagement et du Logement, rendant l'Avis de l'autorité environnementale sur le projet, a conclu après étude que « le projet présente un impact positif, à la fois en termes de développement urbain durable et en termes d'environnement (air, bruit, santé, gestion économe de l'espace) ; cet effet positif est amplifié par la synergie et la cohérence avec d'autres projets en cours ou à venir, tel le pôle d'échange d'Antibes », avis en date du 15 octobre 2012. La CASA vient de créer une nouvelle gare routière à Sophia Antipolis (Haut Sartoux) et dessert en semaine toutes les 15 minutes en heure de pointe Sophia à la gare d'Antibes par un bus semi direct le 100 Express. De nombreuses autres lignes classiques desservent la plupart des villes du réseau Envibus.
- Le réseau STGA, rebaptisé Sillages, assure la desserte de la partie Mouginoise de Sophia Antipolis. Il relie notamment Sophia Antipolis à la gare de Mouans-Sartoux, située sur la ligne Grasse-Cannes-Nice.
- Le réseau Palm Bus (communauté d'agglomération des pays de Lérins) depuis janvier 2014.
- Le réseau TAM sur l'ensemble du département des Alpes-Maritimes. Il permet de relier les villes ne faisant pas partie de la communauté d'agglomération et donc d'Envibus. Une ligne vers l'aéroport et Nice Centre est ainsi opérée toutes les 10 minutes en heure de pointe en semaine (30 minutes en heure creuse). La plupart des autres villes du secteur sont aussi desservies: Cannes, Grasse...

#### Transports en commun ferroviaires

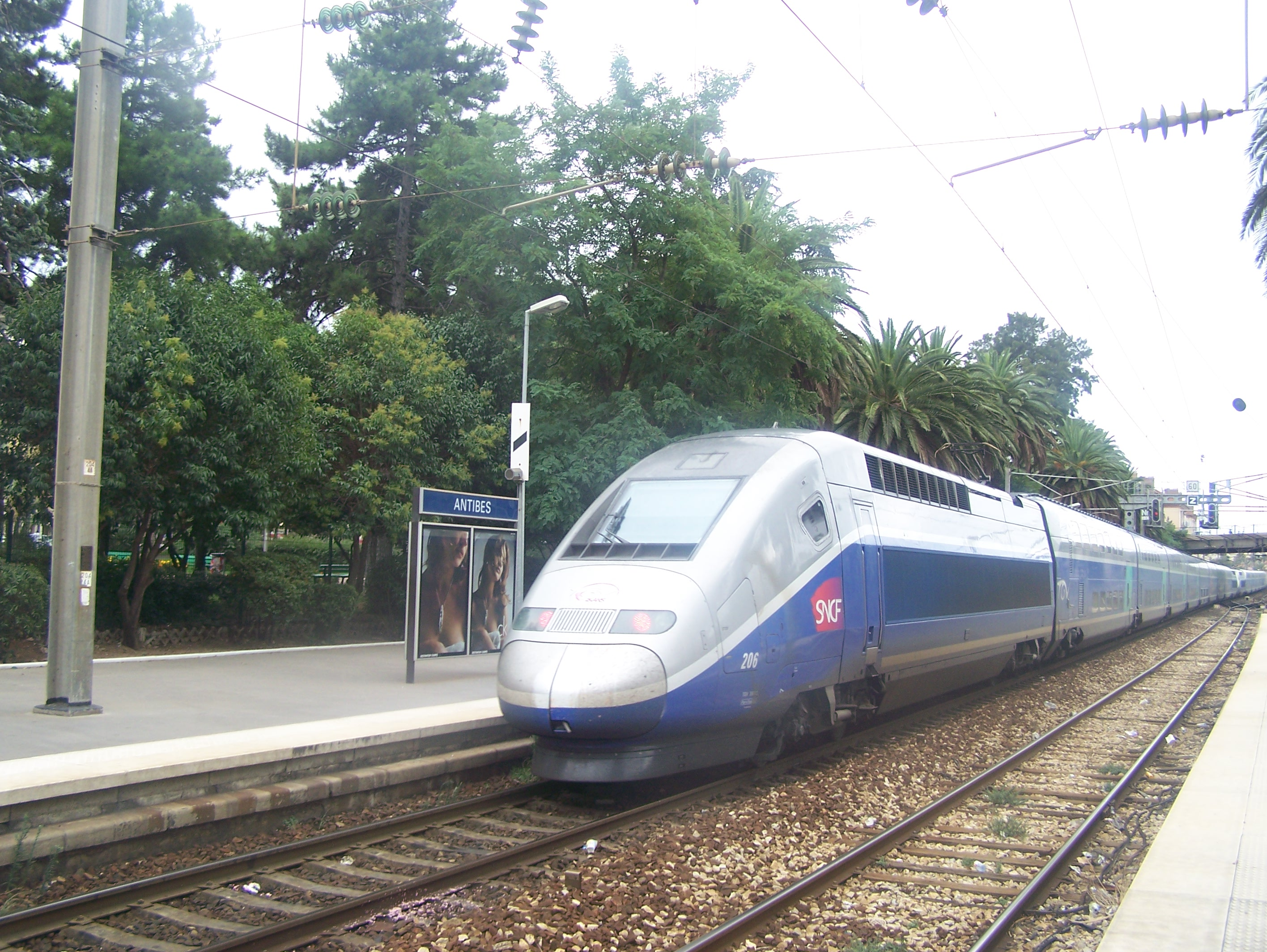
TGV dans la gare d'Antibes.

Sophia Antipolis ne comporte actuellement aucune gare ferroviaire ni aucune ligne ferroviaire.
Toutefois, Sophia Antipolis devrait accueillir une gare TGV/TER souterraine « Ouest des Alpes Maritimes », dont le site reste à déterminer, mais qui serait implantée au nord des Bréguières, au sud-est de la commune de Mougins à la lisière de Sophia Antipolis (réunion du comité de pilotage de la Ligne Nouvelle Ferroviaire du 23 septembre 2013), après que les communes de Valbonne ou Biot ont été envisagées (décisions du 9 juillet 2013, dans le cadre des investissements ferroviaires prioritaires au rang desquels figure la résorption du nœud ferroviaire Niçois, à la suite de la remise au Premier Ministre du rapport de la Commission Mobilité 21), et que les sites de Mouans-Sartoux et Mougins ouest ont été abandonnés. Si la Ligne Nouvelle PACA n'est pas abandonnée, elle va être réalisée « par tranche », la première section consistant à relier le futur Pôle Intermodal de Nice Aéroport à la ligne ferroviaire Cannes-Grasse qui elle serait doublée jusqu'à Cannes la Bocca de façon à créer une boucle TER (Pôle Intermodal Nice Aéroport / Gare de Sophia Antipolis / Gare de Cannes la Bocca / Gare de Cannes / Gare d'Antibes / Pôle Intermodal de Nice Aéroport) et de façon à créer deux transits TGV à l'entrée des Alpes Maritimes : Une branche pour desservir les Gares de Cannes, d'Antibes et de Nice-Ville (branche actuelle) et une autre branche pour desservir la gare de Sophia Antipolis et le Pôle Intermodal de Nice Aéroport.
Le Conseil Communautaire de la CASA avait décidé, dans une réunion de décembre 2011, à propos de la LGV, que la ligne nouvelle devrait passer totalement en souterrain sur le territoire de la CASA.
Le plan de Déplacement Urbain de la Communauté d'Agglomération de Sophia Antipolis prévoyait initialement la création de deux lignes de bus en site propre : l'une au départ de la Gare d'Antibes (actuelle desserte TGV) pour desservir Sophia Antipolis et l'autre en direction de la future gare TGV souterraine «Ouest des Alpes Maritimes». Cette dernière ligne de transport en Commun en Site Propre sera finalement inutile, compte tenu du changement de site de la gare Ouest Alpes Maritimes, directement envisagé sur la technopole, la ligne au départ de la Gare d'Antibes pouvant facilement être raccordée à la future Gare Ouest Alpes Maritimes.
Les travaux de triplement de la voie ferrée littorale entre Antibes et Cagnes-sur-Mer ont été achevés début décembre 2013 après 6 ans de travaux pour un coût de 147 000 000 euros ; une autre tranche de travaux qui prévoyait le triplement entre Cagnes-sur-Mer et Nice (Phase 2) est au point mort mais elle est toujours envisagée : le décret du 8 septembre 2003 déclarant d'utilité publique et urgents les travaux de construction d'une troisième voie ferrée et d'aménagement des gares entre Antibes et Nice, a été prorogé par décret en date du 11 septembre 2013 jusqu'au 14 septembre 2023, pour mener les expropriations nécessaires. Ces travaux permettront une amélioration de l'offre de transports en commun ferroviaire en gare d'Antibes, actuelle desserte ferroviaire de Sophia la plus proche, seuls 8 km de troisième voie sur les 20 prévus ayant été réalisés jusqu'à présent en dépit de l'urgence.
La deuxième ligne du tramway niçois doit relier le futur pôle multimodal de Saint-Augustin (à construire à proximité de l'actuelle gare ferroviaire de Nice Saint-Augustin) aux deux aérogares de l'aéroport Nice-Cote d'Azur.
L'accessibilité de Sophia Antipolis par les transports en commun sera donc très largement améliorée à l'horizon 2016 ; il sera possible à la sortie de l'aéroport de prendre le tramway jusqu'à la gare de Saint-Augustin (5 minutes), de prendre un TER (qui ambitionne d'être un véritable RER) en direction d'Antibes (15 minutes) et de prendre le bus tram jusqu'à Sophia Antipolis (15 minutes) soit un total de 35 minutes.
Actuellement, la ligne de bus 100 Express de la compagnie Envibus propose un bus semi direct entre la gare SNCF d'Antibes et la technopole de Sophia en moyenne toutes les 15 minutes en heures de pointe et 30 minutes en heures creuses.

#### Déplacements alternatifs
- Chemin piétonniers et pistes cyclables

La technopole est partiellement équipée de chemins piétonniers et pistes cyclables. Une extension du réseau de pistes cyclables est prévue pour fin 2012.
- Covoiturage

La Communauté d'Agglomération a créé un site consacré au covoiturage.
- Information multimodale

Le système d'information multimodale rassemble toute l'information disponible sur les transports publics des Alpes-Maritimes et vous propose un calculateur d'itinéraires.

## Économie
L'économie de Sophia Antipolis représenterait plus de 30 000 emplois.
Elle est principalement tournée vers les technologies informatiques.
Sophia Antipolis compte ainsi un des 71 pôles de compétitivité française, avec pour particularité d'être un des 18 pôles français à vocation mondiale. Il s'agit du pôle « Solutions Communicantes sécurisées », dans le domaine des Technologies de l'Information et de Communication.

### L'emploi
Faute d'unité territoriale, le recensement des emplois salariés sur la technopole est complexe.
Les statistiques de l'INSEE comptent, pour les deux communes sur lesquelles Sophia Antipolis s'étend principalement le nombre d'emplois salariés suivant au 31 décembre 2009 :
- STAT BIOT[48]: 8 413 emplois dont 4 588 totalisés dans des structures de plus de 100 salariés ; sur 4 205 actifs habitant Biot, 1 208 travaillent à Biot.
- STAT VALBONNE[49] : 16 737 emplois dont 8 811 totalisés dans des structures de plus de 100 salariés ; sur 5 874 actifs habitant Valbonne, 3 019 travaillent à Valbonne.

La dynamique sophipolitaine de création d'emplois qualifiés contribue au renforcement de l'attractivité de l'ouest des Alpes-Maritimes. Ainsi l'INSEE dans une note INSEE PREMIERE no 1416 d'octobre 2012 relève que « Paris, sa banlieue et quelques grandes métropoles provinciales concentrent l'arrivée des salariés les plus qualifiés. À Paris, Saclay (Île-de-France), Toulouse, autour de Cannes et d'Antibes, et à Aix-en-Provence, ceux qui sont venus travailler sur les cinq dernières années représentent de 2 à 3 % du total des emplois. Ces taux sont presque équivalents à Lyon, Nantes, Grenoble, Rennes, Pau, ou même à Lannion. Ces agglomérations sont celles qui comportent déjà le plus de cadres et de professions intellectuelles supérieures. Elles abritent des pôles universitaires, des centres de recherche et des entreprises spécialisées dans les techniques de pointe : technologies de l'information à Sophia Antipolis pour la zone de Cannes-Antibes ; génie pétrolier et aéronautique à Pau, microélectronique à Aix-en-Provence, ou encore laboratoires de recherche à Saclay ou à Lannion. L'arrivée de nouveaux salariés qualifiés amplifie cette spécificité. Commu sous le terme de « métropolisation », ce processus renforce la place des activités tertiaires et le pouvoir économique des grandes agglomération ».
Le SYMISA précise que Sophia Antipolis a eu l'évolution du nombre d'emplois (tous statuts confondus) suivante :
- 1997 : 17 020
- 1998 : 18 532
- 1999 : 20 526
- 2000 : 21 530
- 2001 : 23 579
- 2002 : 25 026
- 2003 : 25 911
- 2004 : 26 635
- 2005 : 27 065
- 2006 : 27 890
- 2007 : 28 960
- 2008 : 30 044

Dans le bilan du SYMISA pour l'année 2012, ont été recensés 31 497 actifs, dont 14 655 sur le territoire sophipolitain de Valbonne, 8 486 sur celui de Biot, 3 594 sur celui de Vallauris, 2 727 sur celui d'Antibes et 2 025 sur celui de Mougins. Les TIC totalisaient 13 106 emplois, les services et productions 10 129 emplois, l'enseignement et la formation 3 920 emplois, la santé et la chimie 2 541 emplois, le commerce et la distribution 1 242 emplois, l'environnement et la terre 300 emplois et l'emploi associatif 233 personnes.
Dans le rapport de la fondation Sophia Antipolis de 2011 il est noté 33 000 emplois direct.
Sophia Antipolis dispose d'une maison de l'emploi dynamique dans la partie sophipolitaine de Valbonne ainsi que d'une mission locale, la Mission Locale Antipolis qui dispose d'une structure d'accueil à Garbejaïre.

### Les soutiens au développement économique de Sophia Antipolis
(juin 2016).

#### Le pôle de compétitivité Mondial Solutions communicantes sécurisées (Pôle SCS)
Acteur incontournable de l’IoT, du Big Data et de la Sécurité Numérique
Le pôle de compétitivité SCS, Cluster "Gold" européen pour l'excellence de son Management, est implanté en Région Provence-Alpes-Côte d'Azur. Il regroupe les acteurs leaders dans les domaines des technologies du Sans Contact, des Réseaux et Services Mobiles, Internet des Objets et de la Sécurité et des Identités Numériques, avec plus de 300 membres (Grands Groupes, PME et organisations de recherche), formant un écosystème riche et reconnu à l'international.
Véritable accélérateur d'innovation et de collaboration avec plus de 240 projets collaboratifs de R&D financés représentant plus de 953 millions d’euros d'investissements à fin 2017, le Pôle SCS concentre ses activités sur l'accélération de la croissance de ses membres.

#### L'incubateur PACA-Est
Labellisé par le ministère de la Recherche pour les départements des Alpes-Maritimes et du Var, l'incubateur a pour objectif la valorisation des compétences et le transfert des technologies issues des laboratoires universitaires et organismes de recherche publics pour favoriser la création de start-up et d'emplois à haute valeur ajoutée. Depuis sa création en 2001, il a soutenu plus de 100 projets.

#### Initiative Agglomération Sophia Antipolis
Il s'agit d'une des 241 plateformes du réseau France Initiative : cette association compte au sein de son conseil la Communauté d'Agglomération de Sophia Antipolis, organismes financiers et entreprises privées et vise à soutenir le développement - parrainage - d'entreprises privées sur le territoire de la CASA, pendant les premières années d'existence de chaque entreprise.

#### Sophia Business Angels
Il s'agit d'une association créée par le Sénateur Pierre Lafitte adossée à une société de gestion de patrimoine. Cette association constitue un réseau de fonds d'investissements privés qui investissent dans les Technologies de l'information et de la communication, le développement durable, la santé et la robotique.

### Les organismes et organisations privées

#### Développement durable
- Un établissement public comme l'ADEME depuis 1981
- L'observatoire méditerranéen de l'Énergie depuis 1991
- L'office International de l'eau depuis 1978
- L'ONG « Observatoire pour l'environnement et le développement en Méditerranée » dite « Plan Bleu » depuis 1979
- La structure euro-méditerranéenne SEMIDE/EMWIS pour la gestion de l'eau en Méditerranée>

#### Constructions et bâtiments
- Le Centre Scientifique et Technique du Bâtiment (CSTB) depuis 1981
- Le Centre d'Animation Régional en Matériaux Avancés (CARMA) depuis 1995
- l'Institut Français d'Ingénierie du Conservatoire National des Arts et Métiers (depuis 1985)

#### Technologies de l'information et de la télécommunication, Mathématiques

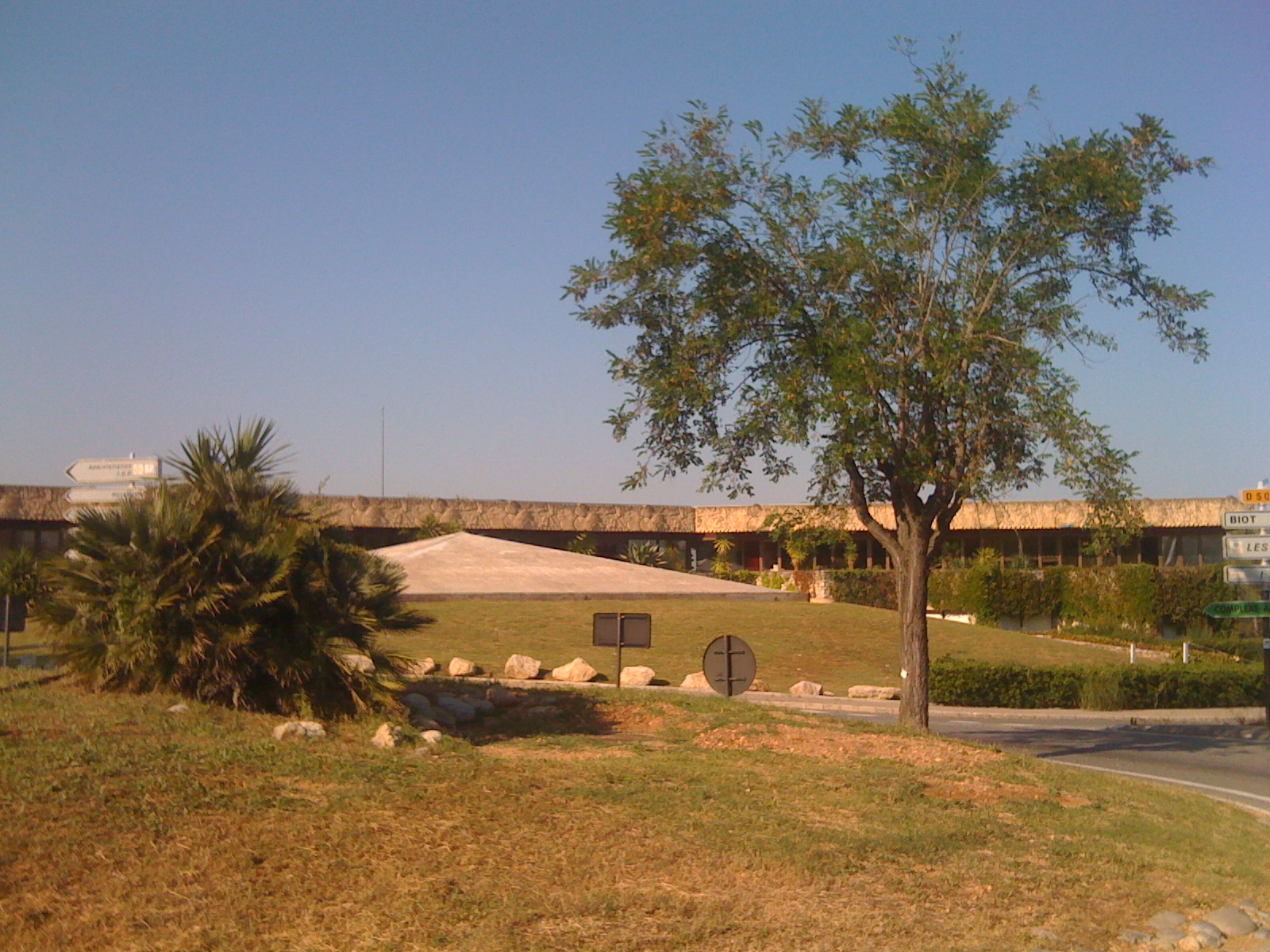
Vue de l'Institut Non Linéaire de Nice, sur la partie biotoise de Sophia.

- L'association professionnelle Telecom Valley depuis 1991
- Le World Wide Web Consortium (W3C) depuis 1995
- L'institut Non Linéaire de Nice (INLN) depuis 1991
- Le Laboratoire Informatiques, Signaux et Systèmes (I3S) depuis 1999
- Le Centre de Recherche Inria Sophia Antipolis Méditerranée depuis 1981
- The European Research Consortium for Informatics and Mathematics (ERCIM) depuis 1989

#### Autres
- La Société Européenne de Cardiologie
- Une antenne de l'Institut national de la propriété industrielle (INPI) depuis 1984
- Institut de Pharmacologie Moléculaire et Cellulaire (IPMC) depuis 1989
- Laboratoire Vétérinaire Départemental depuis 1990.
- La Fondation Jean Louis Noisiez, accueil de jour pour les malades atteints de la maladie d'Alzheimer depuis 2009

### Les grandes entreprises de Sophia Antipolis
La première entreprise s'installe en 1974 (ARLAB FRANLAB, filiale de l'Institut Français du Pétrole et de l'École des Mines, spécialisée dans la gestion de l'eau). Aujourd'hui, plus de 1 414 entreprises du monde entier dont plus de 900 sièges sociaux dont la plupart des enseignes restent souvent très discrètes et cachées dans la pinède.

#### Secteur électrique, électronique, informatique, réseaux sécurisés
Alcatel Lucent, Altran Technologies, Amadeus, Amesys, ARM, Ask, Atos Origin, Capgemini, Cisco Systems, CODIX, Dolby, Dassault Systems, Fortinet, Orange, Hewlett-Packard, IBM, Nvidia, Intel, Infineon, Legrand, Maxim Integrated, Nortel Networks, NXP, Oracle, SAP, Schneider Electric, Siemens AG, Sogeti, ST Microelectronics, Symantec, Thales, Trackinsight, Laser (entreprise)

#### Secteur chimie biochimie
Bayer, Galderma, Laboratoires Boiron, EA Pharma, Laboratoires Genévrier, Skinpharma, Chanel Parfums, Robertet, GlaxoSmithKline, Dow Chemical

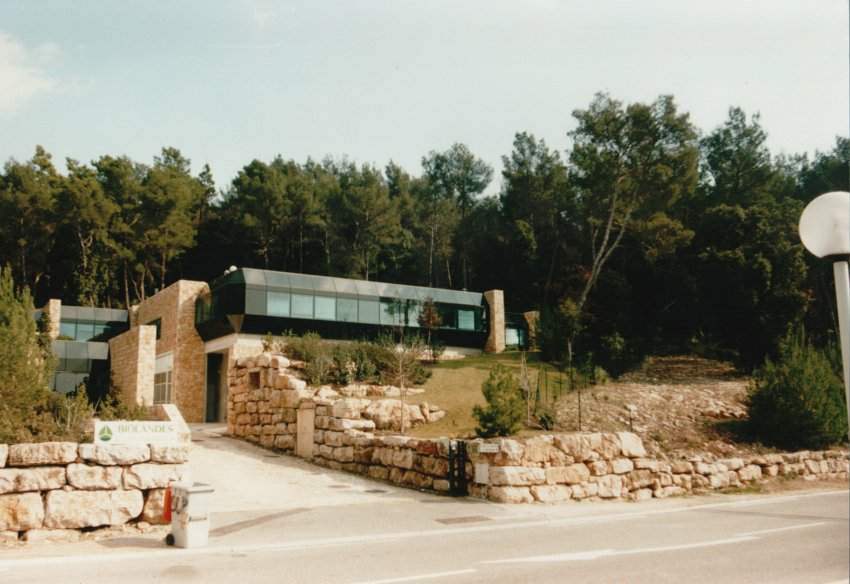
Laboratoire de recherche en biochimie et parfumerie Chanel.

#### Secteur Services aux entreprises
Bovis Facilities, GSF

#### Secteur transport
Air France, American Express Voyages d'Affaire

#### Secteur industrie automobile
Centre de design européen de Toyota (Toyota Europe Design Development), Renault Software Labs, Mercedes-Benz Advanced Design Center,, centre R&D Bosch, centre R&D Magneti Marelli

#### Secteur conseil
Accenture, Capgemini, centre de formation Carrefour, Wilmotte et associés, Agence Wacan, Leyton, xDM Consulting.

### La Recherche sur Sophia Antipolis

#### Laboratoires de recherche publique
Anses, CNRS, CSTB, INRA, INRIA, INSERM, I3S, LEAT, centres de recherche de Mines Paris - PSL (mise en forme des matériaux, énergétique, mathématiques appliquées, risques et crises).

#### Laboratoires d'excellences (LABEX)
Dans le cadre du grand emprunt finançant les investissements d'avenir, un jury international a sélectionné 71 projets portés par 171 laboratoires français (deuxième vague d'appels à projets), le 17 février 2012. Les projets avec les dotations les plus importantes sont les suivants :
Projet DISTALZ (12 000 000 €)il vise au développement de stratégies innovantes pour une approche transdisciplinaire de la maladie d'Alzheimer, en particulier à la lumière des découvertes récentes de la génomique, et au développement de nouveaux biomarqueurs de la maladie et de nouvelles cibles thérapeutiques, associant un laboratoire sophipolitain et l'université Lille Nord de France.
Projet GANEX (9 500 000 €)il vise à créer un réseau national public-privé sur la fabrication de composants électroniques à base de nitrure de gallium, concerne les sciences de la matière et de l'énergie, associant un laboratoire sophipolitain du CNRS.
Projet ICST (8 000 000 €)pour le développement de canaux ioniques d'intérêt thérapeutique, projet porté par l'Université de Nice Sophia Antipolis.
Projet Signalife (11 000 000 €)Réseau d'innovation sur les voies de signalisation en science de la vie, projet porté par l'Université de Nice Sophia Antipolis et développé sur Sophia à Valbonne et Biot.
Projet UCN@SOPHIA (5 500 000 €)il vise à développer des possibilités de recherche de contenus intelligents sur le réseau, à en améliorer l'efficacité et la sécurité, à concevoir de nouvelles architectures filaires ou sans fil offrant de hautes performances tout en diminuant le coût énergétique, avec des expérimentations pour la e-medecine et les transports intelligents (science du numérique et mathématiques), projet porté par l'Université de Nice Sophia Antipolis, et développé sur le futur campus STIC.
À l'issue de cette seconde vague d'appels à projets, seules huit villes de province concentrent plus de projets LABEX (Marseille-Aix en Provence (14), Grenoble (13), Toulouse (11), Montpellier (9), Strasbourg (9), Lyon (8), Nantes (8), Lille (6).
En revanche, lors de la première vague, seuls trois projets avaient été sélectionnés sur Sophia Antipolis, tandis que Marseille-Aix en avait obtenu 8, Lyon (8), Grenoble (8), Montpellier (10), Toulouse (5), Bordeaux (9), Strasbourg (8).
Finalement, Sophia Antipolis est le 9e site le plus labellisé de province (deux vagues d'appels à projets confondues).

### Sophia Antipolis, une Silicon Valley?
Quelques brochures touristiques, quelques entreprises et écoles présentes sur le site[réf. souhaitée] présentent Sophia Antipolis comme étant la « Silicon Valley française », la comparant ainsi à la Silicon Valley, le pôle des industries de pointe de la baie de San Francisco.
Ce qualificatif est également attribué à d'autres endroits, comme le plateau de Saclay et Grenoble.
Selon Alexandre Grondeau, dans son article Technopole et gouvernance publique : le cas de Sophia-Antipolis, Sophia Antipolis se différencie de la Silicon Valley de par la part importante des grandes entreprises dans la technopole (il cite Amadeus et Air France comme exemples), là où la Silicon Valley est constituée d'un tissu de start-ups et petites entreprises.

## L'éducation et l'enseignement

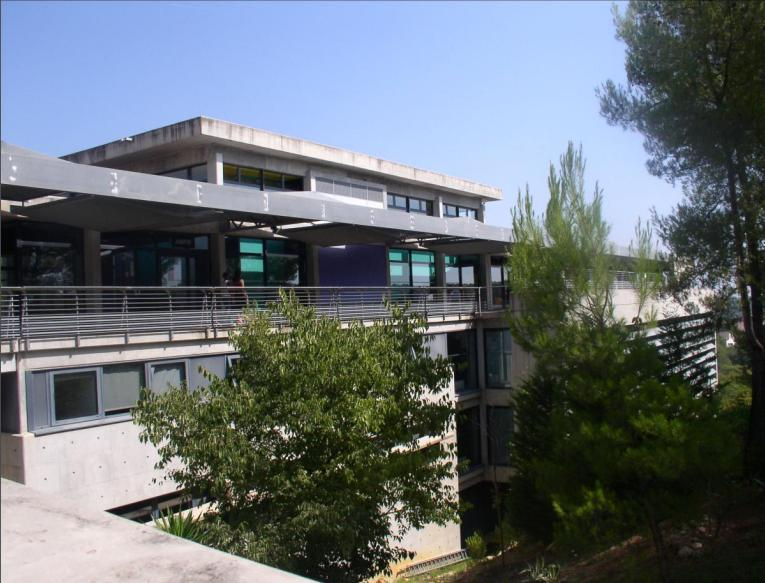
Bâtiment du Centre international de Valbonne.

L'éducation sur Sophia Antipolis vise deux publics :
- les enfants des habitants et salariés de Sophia Antipolis pour lesquels des écoles primaires, collèges et lycées ont été édifiés sur le site ;
- les étudiants notamment dans le domaine des STIC ou autres.

### L'éducation des enfants de Sophia
Il existe deux lycées dans le périmètre de Sophia : le Centre international de Valbonne depuis 1978 et le Lycée Léonard de Vinci (Génie Civil) d'Antibes depuis 1981. Le Centre international de Valbonne est un lycée au statut particulier : il ne dépend pas de la région, car il s'agit d'un Établissement Public National d'Enseignement et non d'un Établissement Public Local d'Enseignement. L'enseignement dispensé est adapté aux nombreuses nationalités des élèves fréquentant ce lycée, pour beaucoup enfants des salariés étrangers travaillant dans Sophia Antipolis (Il a le même statut que le lycée international de Saint-Germain-en-Laye, initialement créé pour les enfants de l'armée américaine). Un troisième lycée est à proximité (le Lycée Simone Veil de Valbonne (lycée général)).
La technopole est d'autre part équipée en collèges (le CIV de Valbonne et l'Eganaude sur Biot), en écoles bilingues privées (Montessori, Biot ; Mougins School, Mougins, avec cursus britannique) et en écoles maternelles et primaires (Olivari à Saint-Philippe, école du Devens, Mougins, écoles de Garbejaïre et du Haut-Sartoux à Valbonne).

### L'enseignement supérieur sur Sophia

#### Les structures d'enseignement supérieur actuelles
En constante évolution, les structures actuelles sont déjà nombreuses.
- Sophia Antipolis compte plus de 5 000 étudiants[60] (dont plus de 500 doctorants) de grandes écoles d'ingénieur comme Mines ParisTech, Polytech Nice Sophia, Institut Eurécom (Télécom Paris Tech), CNAM, CESI
- un IUP et un IUT de l'Université de Nice Sophia Antipolis
- un des campus de la nouvelle école de management Skema Business School, à la suite de la fusion du CERAM (sophia Antipolis) et de l'E.S.C. Lille.

##### Campus STIC (actuellement appelé Campus SophiaTech)

###### Concept
Il s'agit d'un campus de type américain ouvert aux entreprises des sciences et technologies de l'information et de la communication (STIC).

###### Objectifs et suivi
Le campus STIC comprend un pôle recherche et formation (EURECOM, Polytech Nice Sophia, I3S, LEAT, Inria, INRA, École des Mines) et un pôle recherche d'entreprise, pour développer le pôle de compétitivité mondial des Solutions Communicantes Sécurisées et les sept autres pôles de compétitivité présents sur la technopole.
Un comité de développement stratégique et scientifique du campus regroupe les écoles et les réseaux d'entrepreneurs.

###### Initiateurs
La création de ce campus a été soutenue par l'État, le conseil général des Alpes-Maritimes (qui en a été maître d'ouvrage), et la communauté d'agglomération de Sophia Antipolis.
Ce très gros projet, en gestation depuis une décennie, a paradoxalement été sorti de l'ornière grâce à la crise financière et économique.
Alors que l'argent manquait pour son financement, dont le coût prévisionnel, réévalué d'année en année du fait des exigences techniques et technologiques, atteint désormais 73 330 000 €, c'est le plan de relance gouvernemental de 2009 qui a sauvé le campus : l'État a apporté au total 17 200 000 € supplémentaires, le conseil général participant à concurrence de 34 060 000 €, la communauté d'agglomération Sophia Antipolis (CASA) participant pour 5 000 000 €, et la région Provence-Alpes-Côte d'Azur apportant 17 050 000 €.
La construction du campus est achevée.
La première pierre a été posée le 14 décembre 2009.

###### Architecture
Ce campus a été construit sur un terrain de 14 hectares. Les nouveaux bâtiments représentent plus de 10 000 mètres carrés supplémentaires autour du bâti déjà existant de l'INRIA, de l'IUT (site de Biot) et du restaurant universitaire.
C'est le cabinet d'architecture Jean-Michel Wilmotte qui a été chargé d'imaginer les nouveaux bâtiments pour Polytech'Nice-Sophia et pour l'Institut Eurécom ainsi que le pôle d'accueil central abritant un amphithéâtre, une cafétéria et un centre de vie.
Les nouveaux bâtiments comportent des toits plats, certains étant engazonnés et accessibles pour les piétons. Un soin particulier a été porté à la végétalisation, le campus étant relié par une grande allée piétonne au carrefour de Saint-Philippe et à la route des Lucioles.
Autour du campus, des logements étudiants sont en cours de construction.

###### Installations sportives
Les installations sportives autour du campus sont nombreuses (golf, tennis, halle sportive en construction, centre aquatique Nautipolis inauguré le 3 janvier 2012).

###### Accessibilité
Dès 2017, le Campus STIC sera directement relié au centre-ville d'Antibes (gare d'Antibes) grâce au bus à haut niveau de service qui va être implanté sur les villes d'Antibes et Biot (fréquence 6 minutes en heure de pointe, service jusqu'à minuit). En attendant, le site est desservi par les bus classiques.

#### Les structures d'enseignement supérieur futures
- le futur Atman Ostéopathic Campus[62] qui s'étendra sur une superficie de 3 500 m2 pour accueillir 500 étudiants et une clinique pour les sportifs ;
- le futur Campus Diagana Sport Santé qui s'étendra dans la partie vallaurienne de Sophia sur 4 hectares et comprendra une piste d'athlétisme, une piscine, un anneau cyclable, une salle omnisport, un plateau technique d'évaluation et une résidence hôtelière, à destination du grand public, des personnes atteintes de maladies chroniques, de sportifs amateurs et d'athlètes de haut niveau. Son ouverture est prévue en 2015.

## Vie sociale

### Événements et les manifestations
Toute l'année :
Conférences scientifiques « La science à Sophia » organisées par la Fondation Sophia Antipolis.
Expositions de la Fondation Sophia Antipolis.
Toute l'année : les animations Business et TIC (réunions de commissions, initiations, conférences sur les thématiques emploi-formation, innovation, m-Tourisme, open source, agilité, qualité, sécurité de l'information, big data, cloud, etc.) proposées par Telecom Valley dans un objectif de développement économique des sociétés du numérique azuréennes. L'association organise également depuis 2002 le Challenge Jeunes Pousses : Concours de création d'entreprises innovantes à destination des étudiants azuréens (L3 pro, M1, M2 Doctorants).
Juin :
« Les Jeux de Sophia » : manifestation populaire qui dure tout le mois de juin, soutenue par toutes les villes et grandes structures professionnelles, universitaires ou de recherche de Sophia Antipolis (124 participantes) ; ces jeux mobilisent près de 3 000 salariés et étudiants (uniquement sophipolitains, toute autre localisation étant exclue), soit 1/10. Organisés sur le modèle des Jeux olympiques, ils comportent une cérémonie d'ouverture, et une soirée de clôture. Lors de la XVIIe édition, ces jeux proposaient des épreuves de basketball, bowling, badminton, beach volley, course d'orientation, cross, crossathlon, échecs, fléchettes, football féminin, football indoor, football masculin, golf, handball, jeux de l'esprit, karting, natation, pelote basque, pétanque, marathon photo, poker, rameur électronique, randonnée pédestre, relais VTT nocturne, robotique, robotique virtuelle, roller hockey, rugby à 7, squash, tag rugby, tennis, tennis de table, tir à l'arc, tir au pistolet, ultimate frisbee, vétathlon, voile, volleyball, vtt 15 km.

### Les clubs
- Lions Club Valbonne Sophia Antipolis, depuis 1973 ;
- Rotary Club Sophia Antipolis, depuis 1982 ;
- Jeune Chambre Économique d'Antibes Sophia Antipolis ;
- Sophia Club Entreprises (transformation du "Club des Dirigeants" en 2015.

### Associations
- Sophia Club Entreprises, groupement associatif des entreprises de la technopole de Sophia Antipolis. Elle œuvre pour la qualité de l'accueil des entreprises par la mise en place de services mutualisés aux entreprises, le pilotage du projet Sophia Vision, ainsi que l'animation transversale. Elle organise les Jeux de Sophia depuis 1994.
- Telecom Valley, association professionnelle azuréennes des acteurs du Numérique est installée à Sophia Antipolis depuis 1991. Elle fédère et anime l'écosystème du Numérique azuréen à travers de nombreuses animations business et projets.
- TRAVISA (TRAvailler et VIvre à Sophia-Antipolis) est une association loi de 1901, constituée le 2 septembre 2002, dans le but de mettre en communication entre elles toutes les personnes étudiant, travaillant et/ou vivant à Sophia Antipolis, pour toutes les questions ayant trait à l’aménagement du territoire et à la protection de l’environnement de ce parc.
- Le GADSECA est un Groupement d’Associations de Défense de l’Environnement et des Sites de la Cote d’Azur. Basé à Sophia-Antipolis, depuis 1970, il agit et évolue avec et pour les associations environnementales rejointes par des personnes individuelles dans la défense de l’environnement.
- mySophiaAntipolis.org est un collectif d'actifs de Sophia Antipolis préoccupés par l'urbanisation de Sophia Antipolis, constitué en 2018 à la suite des annonces d'une vingtaine de projets, de centres commerciaux, de logements et de bureaux, avec plus de 500 000 m2 de surface de plancher. Vise à limiter la déforestation des espaces naturels de la technopole et à réduire les risques et nuisances liés à l’urbanisation (inondations, pollution, congestion routière, atteinte à la biodiversité), en influant pour un futur plus durable. Organisateur de la première "Marche du Climat pour la Sauvegarde de Sophia-Antipolis", le 8 décembre 2018.

### Jumelages
Sophia Antipolis bénéficie du jumelage des communes sur lesquelles la technopole s'étend :
- Aalborg (Danemark) - Antibes ;
- Aschheim (Allemagne, Bavière) - Mougins ;
- Desenzano del Garda (Italie) - Antibes ;
- Eilat (Israël) - Antibes ;
- Hodmezovasarhely (Hongrie) - Vallauris ;
- Kinsale (Irlande) - Antibes ;
- Krasnogorsk (oblast de Moscou) (Russie) - Antibes ;
- Lerici (Italie) - Mougins ;
- Lindenberg im Allgäu (Allemagne) - Vallauris ;
- Newport Beach (Californie) (États-Unis) - Antibes ;
- Olympie (ville) (Grèce) - Antibes ;
- Schwäbisch Gmünd (Allemagne) - Antibes ;
- Springe (Allemagne) - Valbonne ;
- Tacoma (États-Unis, État de Washington) - Biot ;
- Vernante (Italie, Région du Piémont) - Biot.

## Médias
Différents médias sont installés sur Sophia Antipolis.
- Journalisme sur internet

Bilingue français/anglais :
Select Antipolis
Sophia Metropole Mag.
En français : Web Time Médias.
- Radio

En français : Radio Côte d'Azur, Clin d'oeil FM.